# Tjerkasy
För andra betydelser, se Tjerkasy (olika betydelser).
Tjerkasy [tʂɛrˈkɑsɪ] (ukrainska: Черкаси uttal (fil); ryska: Черкассы, Tjerkassy) är en stad med cirka 285 000 invånare i centrala Ukraina. Staden är huvudstad i Tjerkasy oblast (län) liksom administrativt centrum för det omgivande Tjerkasy rajon (distrikt) inom Tjerkasy oblast. Staden själv är två separata administrativa områden (rajoner), Sosnivskyj rajon (med Orsjanets by) och Prydniprovskyj rajon, inom Tjerkasy oblast.
Staden är belägen på stranden av Krementjukreservoaren i floden Dnepr (Dnipro) cirka 160 kilometer sydost om den ukrainska huvudstaden Kiev. Järnvägslinjen mellan Moskva och Odessa går genom Tjerkasy och passerar här Dnepr på en 12 km lång kombinerad tåg- och vägbro som till största delen löper på en fördämning, som är Ukrainas längsta av sitt slag. Brodelen är 1174 meter lång.
"Tjerkasy" var den ryska benämningen på kosackerna.

## Stadens namn
Efter den ukrainska självständigheten 1991 har många städer bytt namn från ryska till ukrainska namnformer.  Stadens officiella namn är i dag Черкаси, med svensk translitterering från ukrainska blir stadens namn Tjerkasy. Under Ryska imperiets och sovjettiden var det ryska namnet Черкассы mest utbrett som med svensk translitterering från ryska skrivs Tjerkassy. De ökade kontakterna med väst har gjort behovet av translitterering från det kyrilliska alfabetet nödvändigt; man ser därför ofta ukrainska företag, universitet, idrottsklubbar med mera använda engelsk translitterering av stadens namn till Cherkasy och Cherkassy.

## Historik

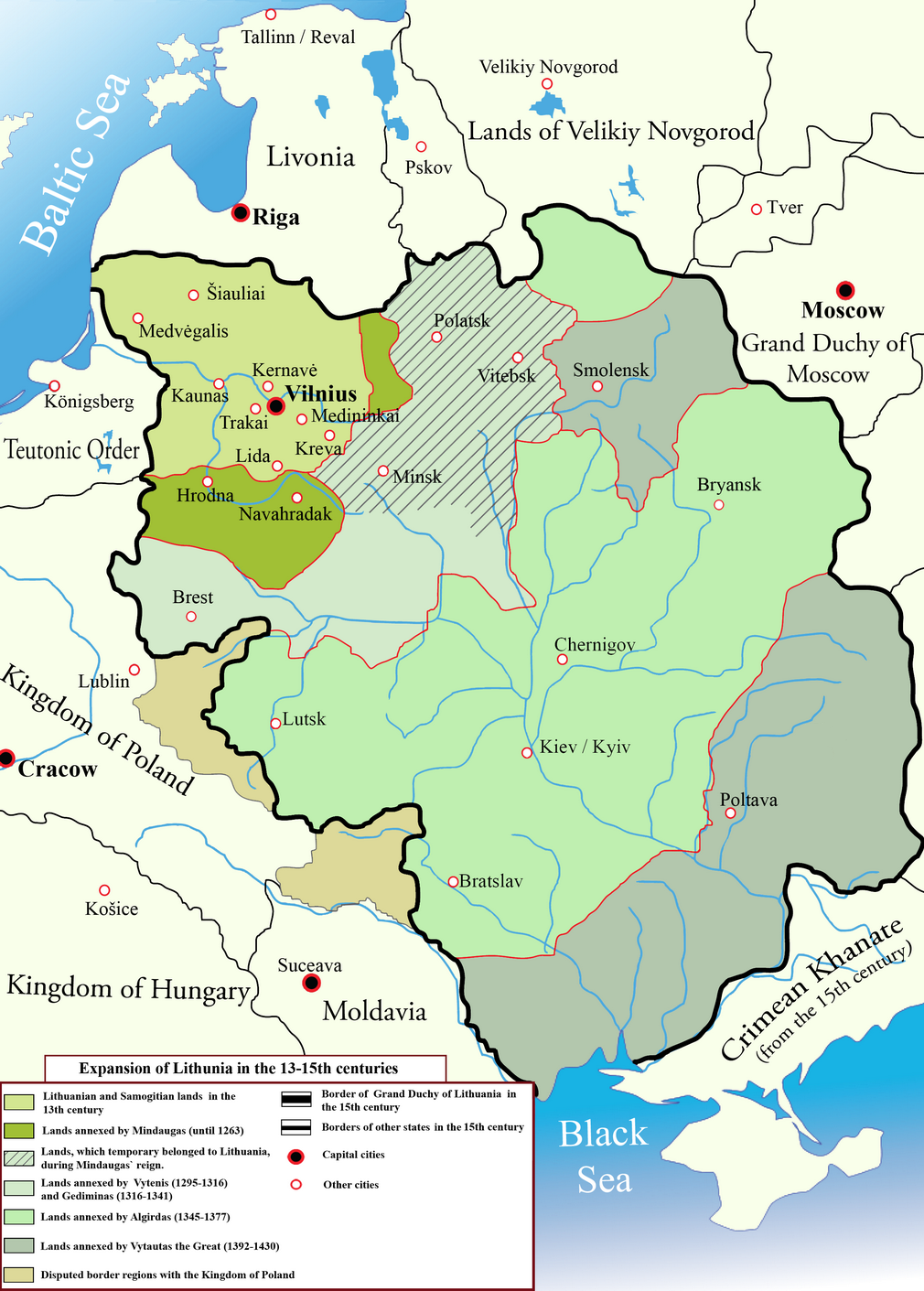
Storfurstendömet Litauen

Gyllene horden, 1389.

Arkeologiska fynd visar att området där Tjerkasy ligger idag var bebott av skyterstammar för över 4 000 år sedan. En permanent bosättning är känd från slutet av 800-talet.
Staden Tjerkasy grundades under Kievrikets tid. Orten omnämns första gången i bevarade skriftliga källor 1286. Det gamla Tjerkasy nämns i gamla ryska annaler och i brev från Krims khan Meñli I Giray. Under 1200-talet och fram till 1600-talet utsattes området flera gånger för fientliga anfall. Först från Gyllene horden då Orda khan 1237 invaderade stäpperna östra om Dnepr och senare var med till att besegrade resterna av Kievriket.
Sedan kom anfall från turkar och krimtatarer. Som ett försvar mot fiender byggdes 1392–1402 en träborg, Tjerkasyborgen, som ersattes av ett slott 1549. Slottet finns inte längre utan på platsen ligger idag ett stort monument över segern i Stora fosterländska kriget.
Staden fortsatte att växa runt borgen. Från 1400-talet bodde kosacker i Tjerkasyområdet. Staden hamnade på 1300-talet under Storfursten av Litauen och förblev så fram till 1569, då de ukrainska områden hamnade under polskt styre. Under det polska styret började zaporizjakosackerna utgöra en del av den kungliga kronarmén. Kosackernas första hetman var Ostap Dasjkevytj, vilken bistod Polen stort. Den polske kungen och storfursten av Litauen Stefan Batory som ville trygga landets södra delar mot krimtatarerna, skapade en arméorganisation runt zaporizjakosackerna och hans efterföljare på posten som polske kung Sigismund III Vasa, som även var svensk kung, överlämnade därför bland annat Tjerkasy till kosackerna. 

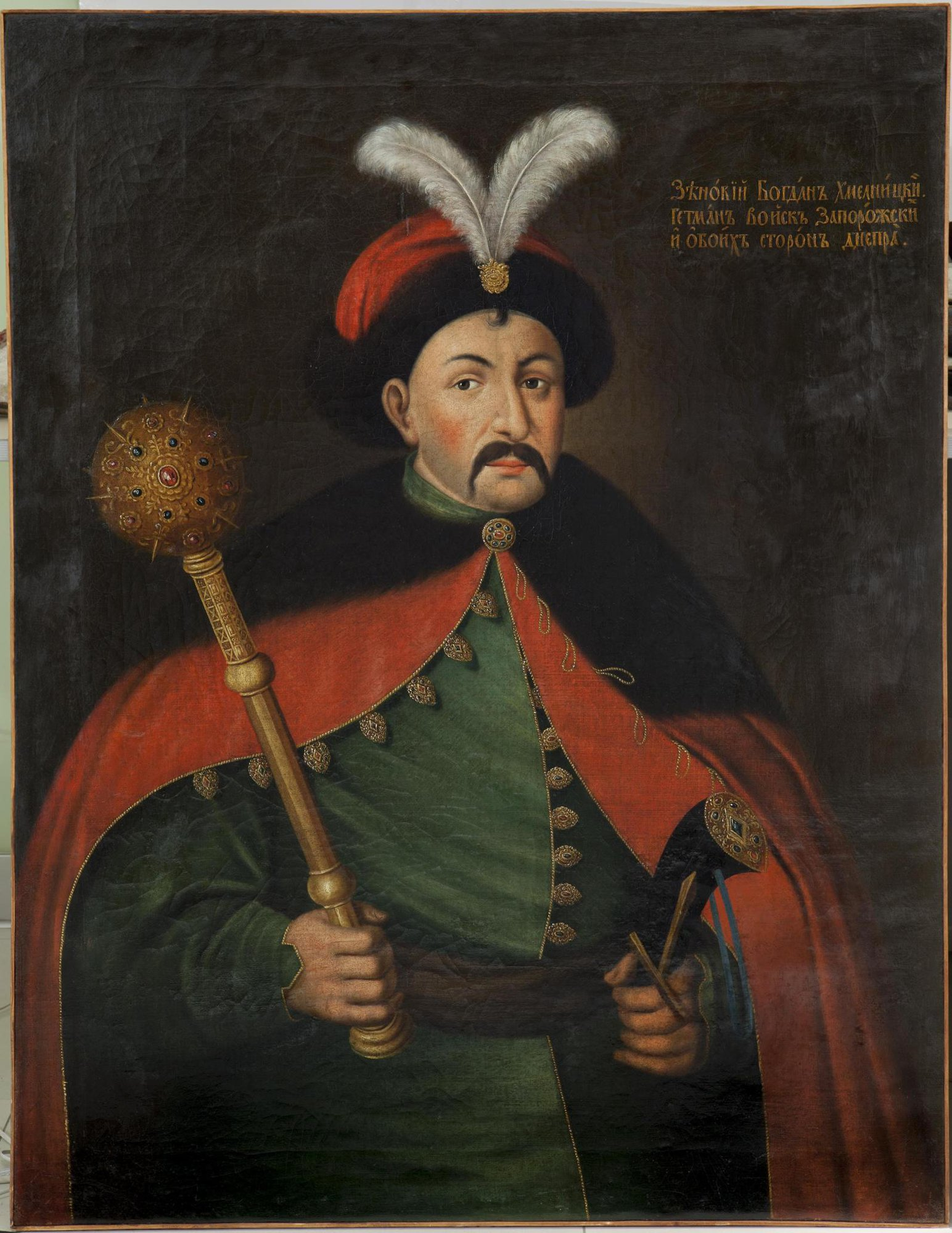
Bohdan Chmelnytskyj

Från 1589 inleds en period av konflikter inom Polsk-litauiska samväldet mellan kronan och kosackerna. Polackerna försökte med bestraffningar avstyra kosackernas anfall mot tatarerna och turkarna vilka vid den tidpunkten hade fredsavtal med det polsk-litauiska samväldet. Vidare infördes en kyrklig union mellan de katolska och ortodoxa kyrkorna. Följden av detta blev många militära konflikter mellan kosackerna och den polsk-litauiska armén, vilket utmynnade i Chmelnytskyj-upproret (1648–1654). Under upproret hade Tjerkasy en viktig roll i försvaret mot den polsk-litauiska kronans styrkor. Ett försvar som leddes av nationalhjälten Bohdan Chmelnytskyj. Han står numera staty på Sjevtjenko-boulevarden. Upproret ledde till att det polsk-litauiska samväldet i omgångar förlorade kontrollen över delar av området. Redan 1648 kontaktade Chmelnytskyj ryssarna och hörde sig för om en eventuell union med dem. Ryssarna ansåg att tillfälligt inte var lämpligt. Men efter en lång tvekan som varade i flera år antog de hans förslag och röstade (1653) för en union med zaporizjakosackerna i en förening mellan Ryssland och delar av det område som nu är Ukraina och som då kallades Lillryssland. Detta ledde till det polsk-ryska kriget 1654–1667. Tjerkasy förblev polskt och fick år 1691 magdeburgska stadslagar. Först efter Polens andra delning 1793 blev staden en del av Kejsardömet Ryssland och fick sina stadsrättigheter 1795. Staden var 1796–1923 en del av Guvernementet Kiev, en administrativ placering som fortsatte under Ukrainska SSRs förste år innan Kiev oblast bildades 1932.

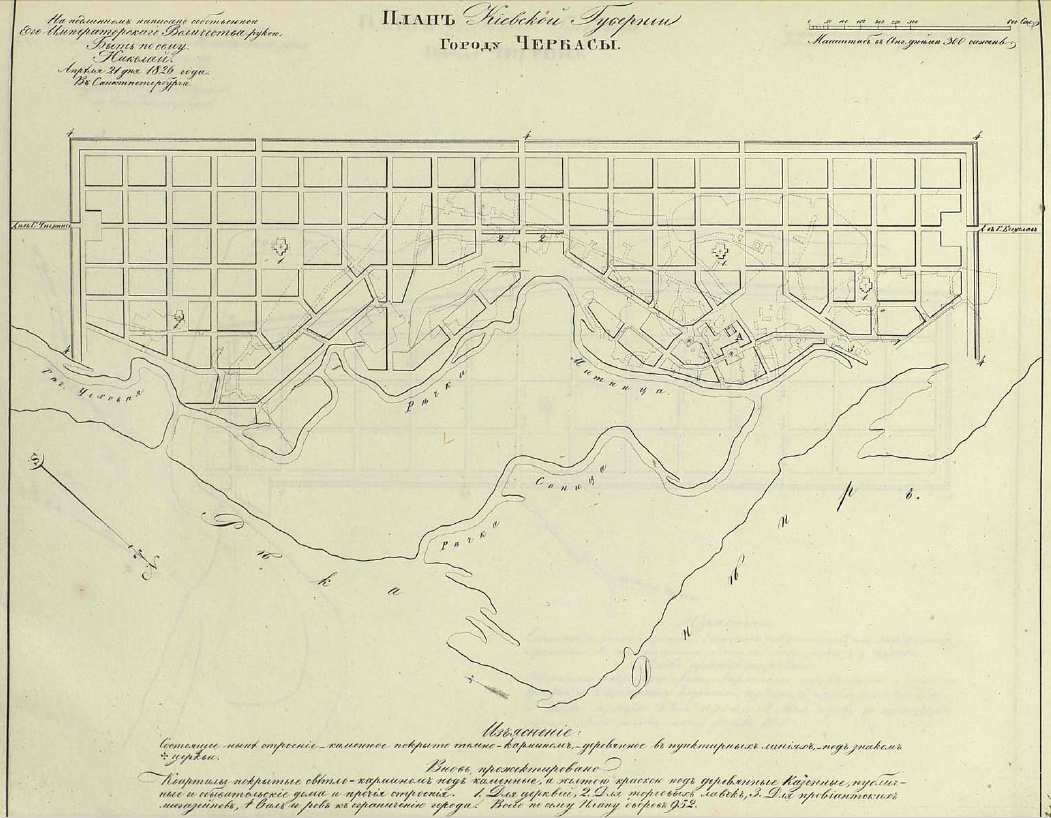
William Hasties stadsplanering från 1826 är utformad som ett rutmönster med breda raka gator och offentliga parker.

Den norra stadsdelen planerades 1826 av den skotska arkitekten William Hastie. Stadsplaneringen är utformad som ett rutmönster med breda raka gator och offentliga parker. Staden Tjerkasy utvecklades mycket tack vare järnvägen som kom till Tjerkassy 1870-1876, järnvägsbron över Dnepr och järnvägen mellan Bachmatj-Odessa som går genom staden som öppnade 1912 samt ångfartygen som trafikerade Dnepr. I staden byggdes bland annat Brodesky’s sockerraffinaderi som 1854 var Ukrainas första, Zeresky’s tobaksfabrik 1878 (stängd 2009) och en mekanisk fabrik. Tjerkasy blev en av de viktigaste omlastningsplatserna för timmer som hade transporterats på Dnepr från flodens norra grenar. Tillgången på virke bidrog till etableringen av stadens många möbelfabriker.
År 1910 skapade flygplanskonstruktörerna, och akademiker från Tjerkasy Gymnasium, bröderna Andrij, Ivan, Jevhen och Hryhorij Kasianenky deras första flygplan "Kasianenky № 1" i Tjerkasy var de också testade sina egna flygplansmodeller.

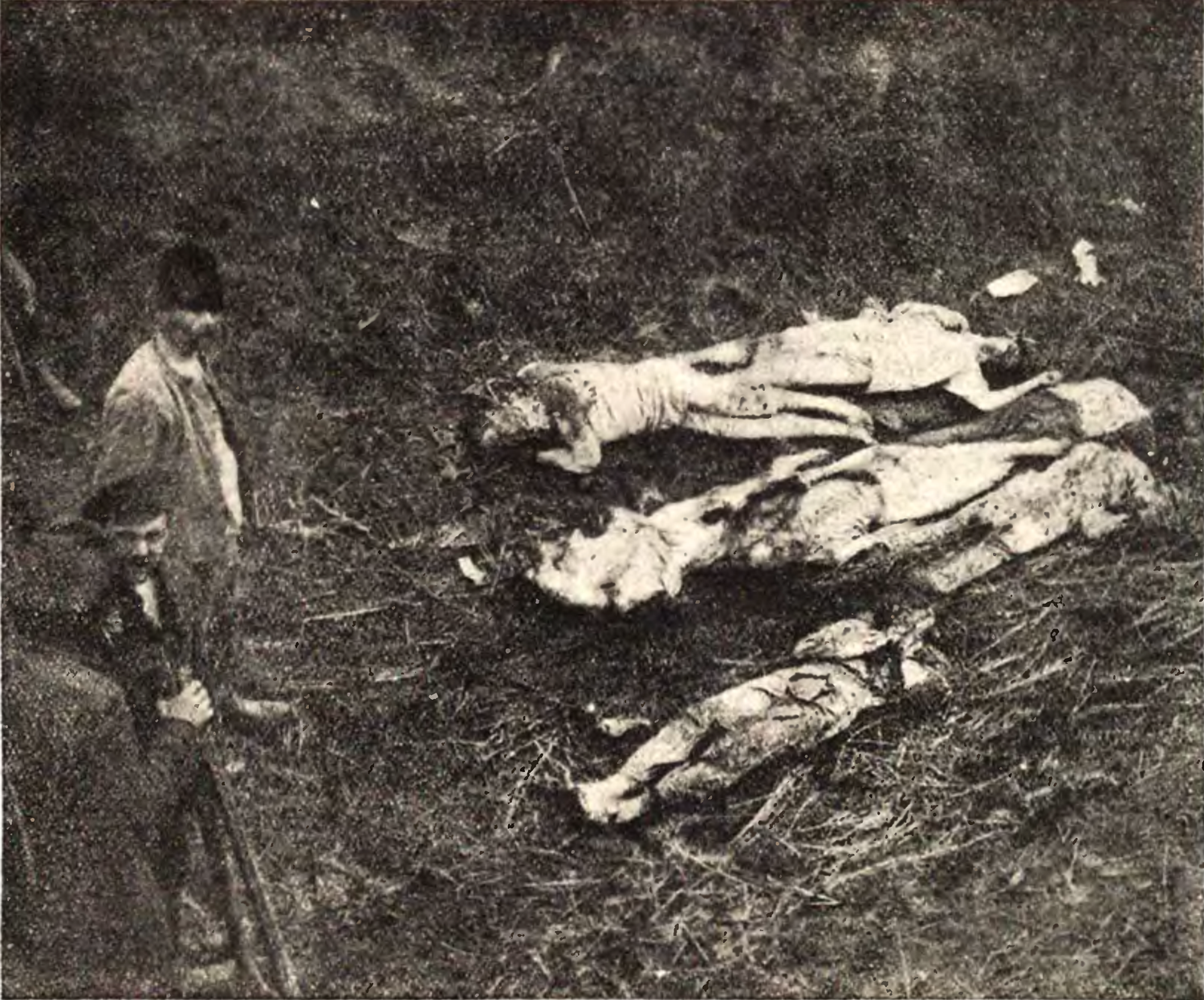
Bilden visar kropparna av de ryska kommunarderna som dödades i Tjerkassy 1919. Kommunarderna var medlemmar av Röda armén som hade tagit kontroll över Tjerkassy under det ryska inbördeskriget. När Symon Petljuras Ukrainska folkrepublikens armé och Anton Denikins vita armé intog staden, genomförde de brutala pogromer som resulterade i många dödsoffer, inklusive dessa kommunarder.

Under perioden 1922–1991 var Tjerkasy en del av Sovjetunionen, men kom under sovjetisk kontroll redan 16 januari (29 januari enligt gregorianska kalendern) 1918. Under inbördeskriget övergick kontrollen över staden under en kort tid 1918 till tyska trupper och lokala antikommunister. Röda armén återtog staden i december 1919. Från 1932 var staden en del av Kiev oblast. Under andra världskriget var staden ockuperad av nazityska trupper från den 22 augusti 1941 till den 14 december 1943. Åren 1943–1944 blev ett antal tyska divisioner inringade och praktiskt taget förintade av två sovjetiska fronter vid staden (se Korsun-Tjerkassy-fickan). År 1954 blev Tjerkasy huvudstad i ett nybildat oblast (Tjerkasy oblast), det yngsta oblastet i Ukraina. Sedan dess har invånarantalet ökat till det fyrdubbla. Den relativa levnadsstandarden ökade for stadens invånare under 1950-, 1960- och 1970-talen. Under denna tid byggdes nya bostadsområden och offentliga byggnader. Även många kulturinstitutioner inrättades. Exempel på offentliga byggnader är Sovjethuset (1959) Tjerkasy järnvägsstation (1965), Tjerkasy centralstadion (1957), Sjevtjenko musik- och dramateater (1964) samt inomhusmarknaden (1971). Även nya företag inom kemisk-teknisk industri grundades.
År 1954 påbörjades bygget av Krementjukreservoaren och Krementjuks vattenkraftverk i Krementjuk, vilka var färdigbyggda 1959. Detta betydde samtidigt att de delar av staden som låg lågt och nära floden fick utrymmas för att göra plats för vattenmagasinet. År 1960 byggdes en 1174 meter lång bro över Krementjukdammen och året efter var den över 10 km långa fördämningen klar. 1961 byggdes den största anläggningen för produktion av kvävegödselmedel i Ukraina. År 1965 fick staden sina första trådbussar. I november 1986 tilldelades Tjerkasy den sovjetiska orden Arbetets röda band.

### Tjerkasys judar

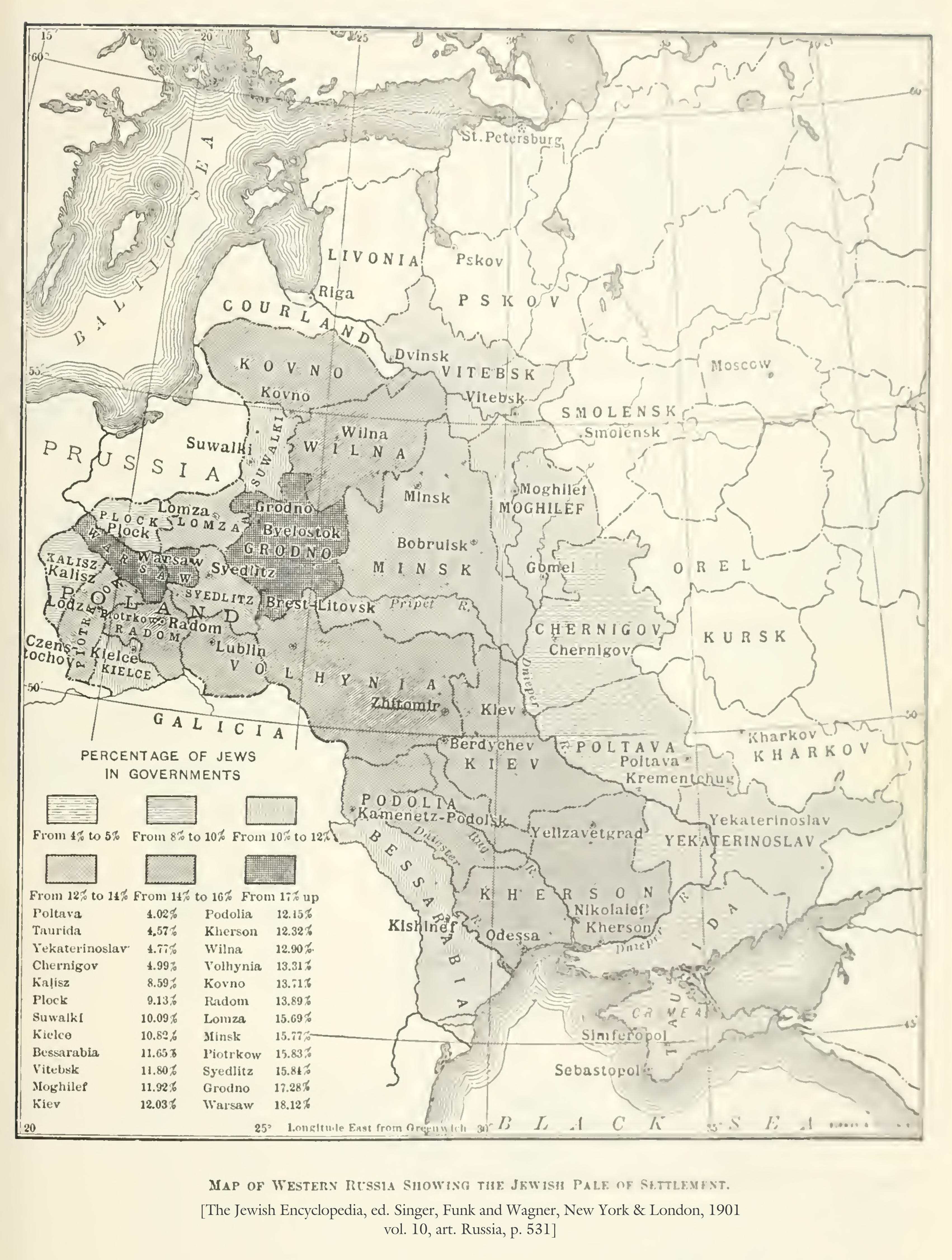
Bosättningsområdet för judar i Kejsardömet Ryssland (röd linje) och den ryska lydstaten Kongresspolen. Karta från Jewish Encyclopedia 1901-06. Markeringarna anger den judiska befolkningen i procent av hela befolkningen i varje län. Det ljusaste betyder omkring 5 %, det mörkaste över 17 %.

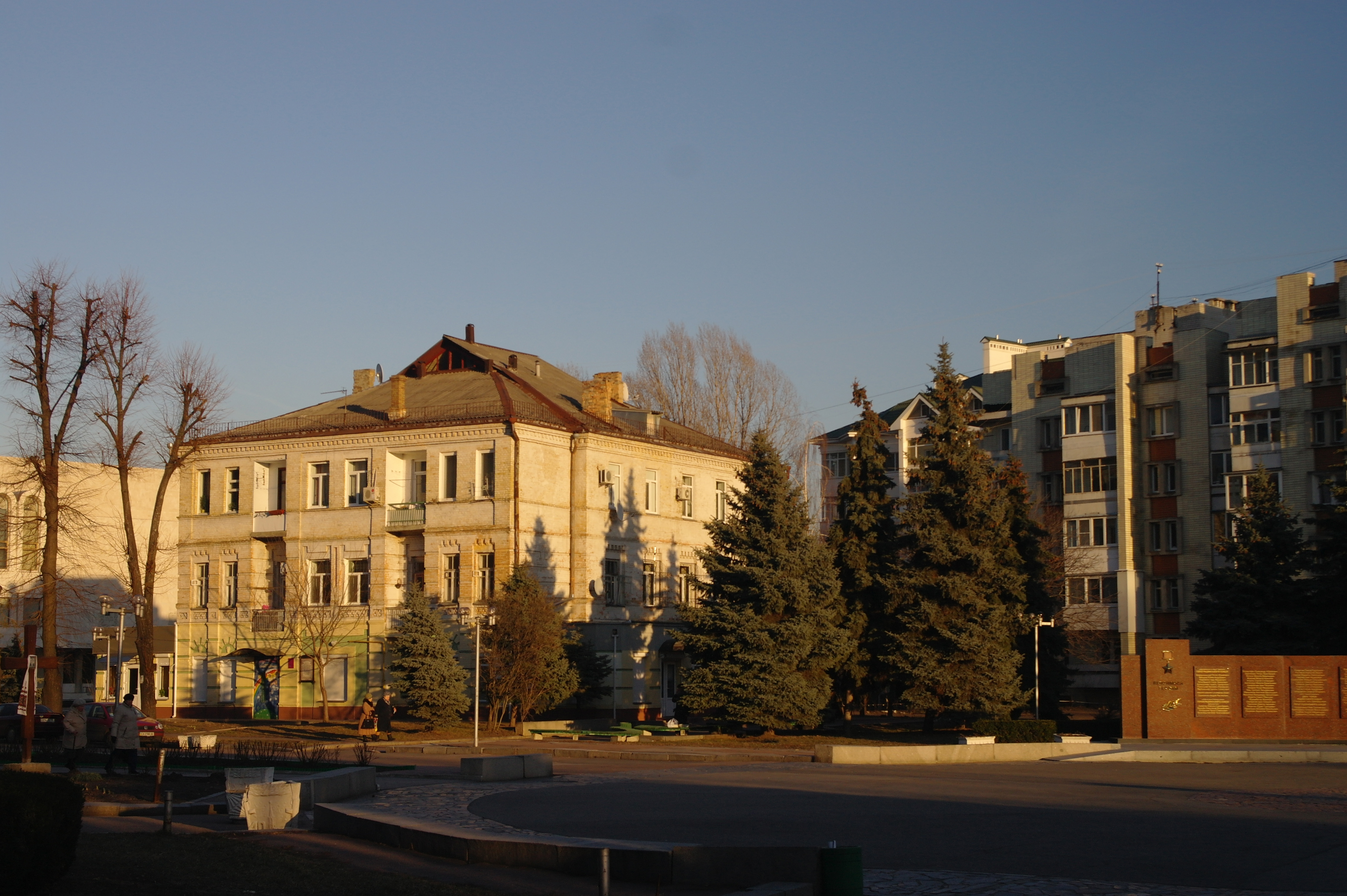
Tjerkasys synagoga från 2003

Det har bott judar i Tjerkasy i över 500 år. De första bosatte sig i staden på 1400-talet, då de återfinns i källor från 1487–1488 och 1500. År 1581 blev stadens judiska vinhandlare överfallna av kosacker och judarna fick fly från Chmelnytskyjs massakrer som började i juni 1648, då kosackledaren kom till staden. 1664 mördade lokalbefolkningen flera judar och polacker. Därefter bodde inga judar i Tjerkasy fram till slutet av 1600-talet. Judarna börjar åter att dyka upp i staden i början av 1700-talet, men de fick lida mycket av attacker från det pro-ukrainska paramilitära kosackförbandet Hajdamaka. Katarina den stora tillät judarna att bosätta sig i Tjerkasy 1762. När kosacken Maksym Zalizniaks styrkor intog staden under andra halvan av maj 1768, dödades många judar och resten av dem blev utvisade. Detta orsakade återigen en stor nedgång i stadens judiska befolkning.
Från 1791 var judar förbjudna att bo i staden samt förbjudna att arbeta inom handeln och äga fast egendom. Kort därefter blev staden en del av det ryska imperiet. Den judiska församlingen började därefter att blomstra och 1910 fanns det nästan 13 000 judar i staden, vilket motsvarade knappt en tredjedel av stadens befolkning. På den tiden hade staden en judisk skola, en judisk klinik, en Talmud-Torah och 13 synagogor. Tjerkasy låg i det judiska bosättningsområdet i Kejsardömet Ryssland, som sträckte sig som en bred korridor från Lettland i norr till Ukraina i söder. Endast med särskilda tillstånd kunde judar bo och verka utanför området. Ett stort flertal av stadens judar tillhörde den ortodoxa grenen av judendomen chassidism. Under två perioder, 1881–1884 och 1903–1906, skakades bosättningsområdet och då även Tjerkasy år 1881 och 1905 av våldsamma pogromer. Judar misshandlades och dödades, judiska hem plundrades och byggnader sattes i brand. Förföljelser och trakasserier ledde till att många ryska judar emigrerade mellan 1881 och 1914. Majoriteten emigrerade till USA. Tjerkasys judar drabbades hårt under inbördeskriget i Ryssland 1917–1922. I början av 1917 blev Torahn förbjuden och myndigheterna begränsade rabbinernas aktiviteter och den judiska undervisningen. 850 av stadens judar massakrerades  i pogromer 30 april och 16–21 maj 1919 av hetmanen Nikifor Grigorjevs soldater från Symon Petljuras Ukrainska folkrepublikens armé som leddes av Volodymyr Oskilko. Omkring 250 blev dödade av Anton Denikins vita armé 18–21 augusti samma år. Runt 2000 judar lämnade Tjerkasy under inbördeskriget.
Den 22 augusti 1941 erövrade tyskarna staden, och i september-oktober 1941 dödades mellan 300 och 900 judar. Den 12 oktober skapade tyska trupper ett getto bestående av tre gator för alla Tjerkasys judar. Många judar drunknade i Dnepr, medan andra sköts och mördades på andra sätt. Inne i gettot dödades de flesta judar i november 1941, resten 1942. I skogarna utanför Tjerkasy deltog därför många judiska partisaner i att understödja de sovjetiska soldaterna som återerövrade staden den 14 december 1943. I slutet av 1950-talet hade Tjerkasy en judisk befolkning på runt 5 000, en halvering inom loppet av 35 år.
Efter Sovjetunionens kollaps grundades ett judiskt kulturcentrum i Tjerkasy, vilket omedelbart lockade cirka 300 judar. År 1991 bildades i Tjerkasy en judisk förening godkänd av myndigheterna. En judisk församling grundades 1994 och 2003 invigdes en ny synagoga, Tjerkasys första på 40 år. En judisk förskola startades, likaså en judisk skola, den första sedan revolutionen. 
Ett stort antal judar lämnade Tjerkasy åren omedelbart efter Ukrainas självständighet, i synnerhet till Israel och USA som hade frikostiga visumbestämmelser för det forna Sovjetunions judar. 2001 fanns bara 886 judar kvar i staden. Många judar lämnade Tjerkasy i samband med oroligheterna i Ukraina 2014 då förföljelser och trakasserier åter drabbade den judiska befolkningen.

#### Den judiska befolkningsutvecklingen i Tjerkasy
- 1765 – 171
- 1797 – 783
- 1847 – 1 568
- 1897 – 10 952 (37%)
- 1910 – 12 979 (32,8%)
- 1926 – 10 886 (28,2%)
- 1939 – 7 637 (15%)
- 1959 – 5 100 (6%)
- 1989 – 3 500 (1,6%)
- 2001 – 886 (0,3%)

## Geografi och klimat

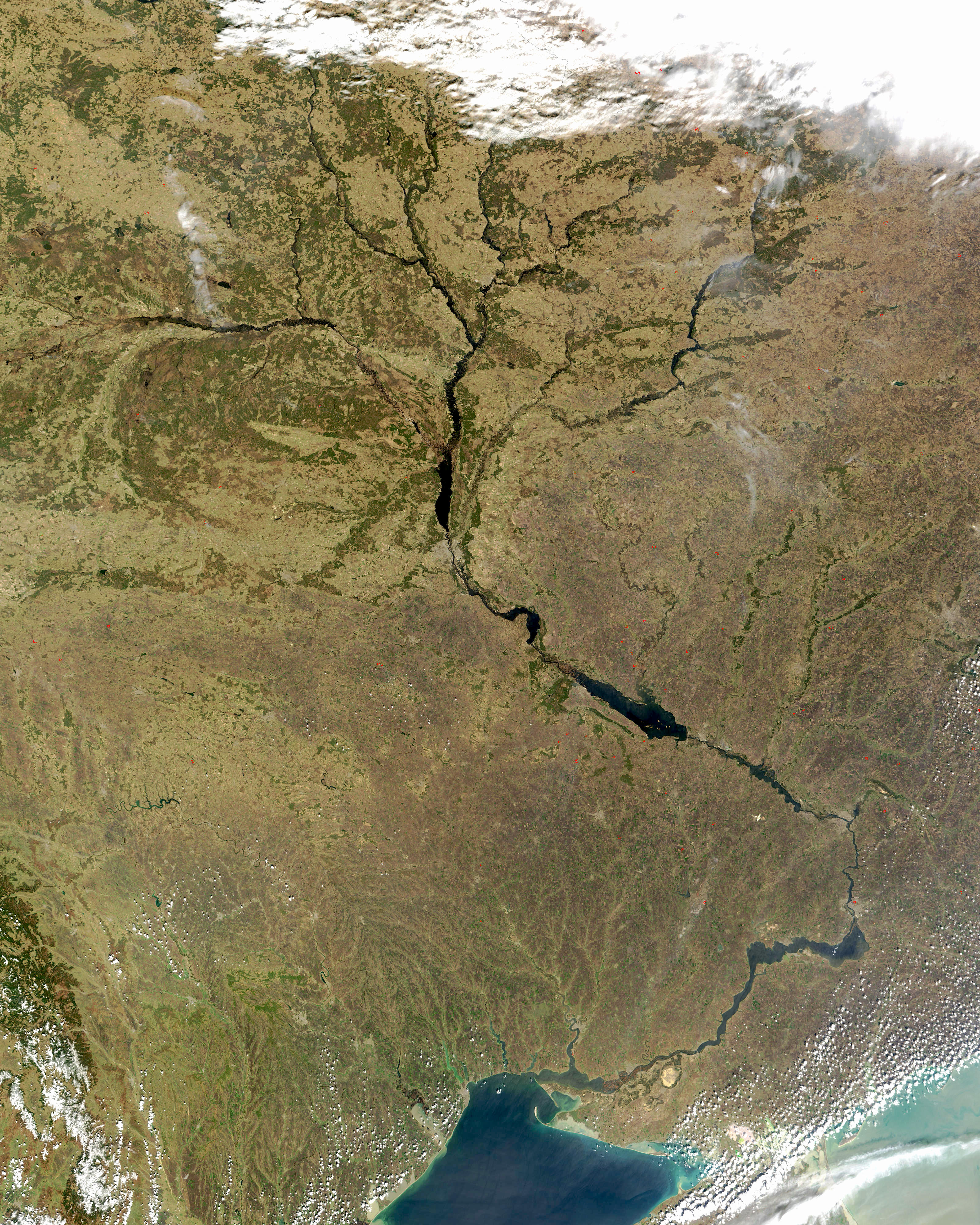
Satellitbild

Tjerkasy ligger på västra stranden av Krementjukreservoaren och Ukrainas viktigaste flod Dnepr, som flyter söderut från Ryssland via Kiev i norr och hela vägen ner till Svarta havet. I Tjerkasy råder ett tempererat kontinentalklimat vilket medför heta somrar och kalla vintrar. De varmaste månaderna är juni, juli och augusti då temperaturen ligger mellan 25 och 30 °C. Den absolut lägsta lufttemperatur som uppmätts -35,3 °C noterades i januari 1935, medan den absoluta högsta 37,4 °C. noterades 30 juli 1936.
På sommaren är åskväder mycket vanliga. Snö är vanligast mellan november och mars då temperaturen kan sjunka till under -20 °C. 
När man bortser från de områden som ligger alldeles intill floden Dnepr är terrängen i och kring Tjerkasy en slätt. Landskapet består mestadels av platta, fruktbara och bördiga områden med svartjord och området har således en betydande jordbruksproduktion.

## Politik
Tjerkasys kommunfullmäktige består av 60 ledamöter som har valts för en period av fem år. Från och med 2015 representerar Tjerkasys kommunfullmäktige åtta partier. Borgmästare är Fäderneslandsförbundets Anatolij Bondarenko:
| Partier                    | Ledamöter |
| -------------------------- | --------- |
| Fria demokraterna          | 8         |
| Petro Porosjenko-blocket   | 6         |
| Fäderneslandsförbundet     | 6         |
| KhDPU                      | 6         |
| Svoboda                    | 5         |
| Självhjälp                 | 5         |
| Ukrop                      | 4         |
| Radikala partiet (Ukraina) | 3         |

## Demografi
Tjerkasy hade 284 766 invånare i början av 2015.

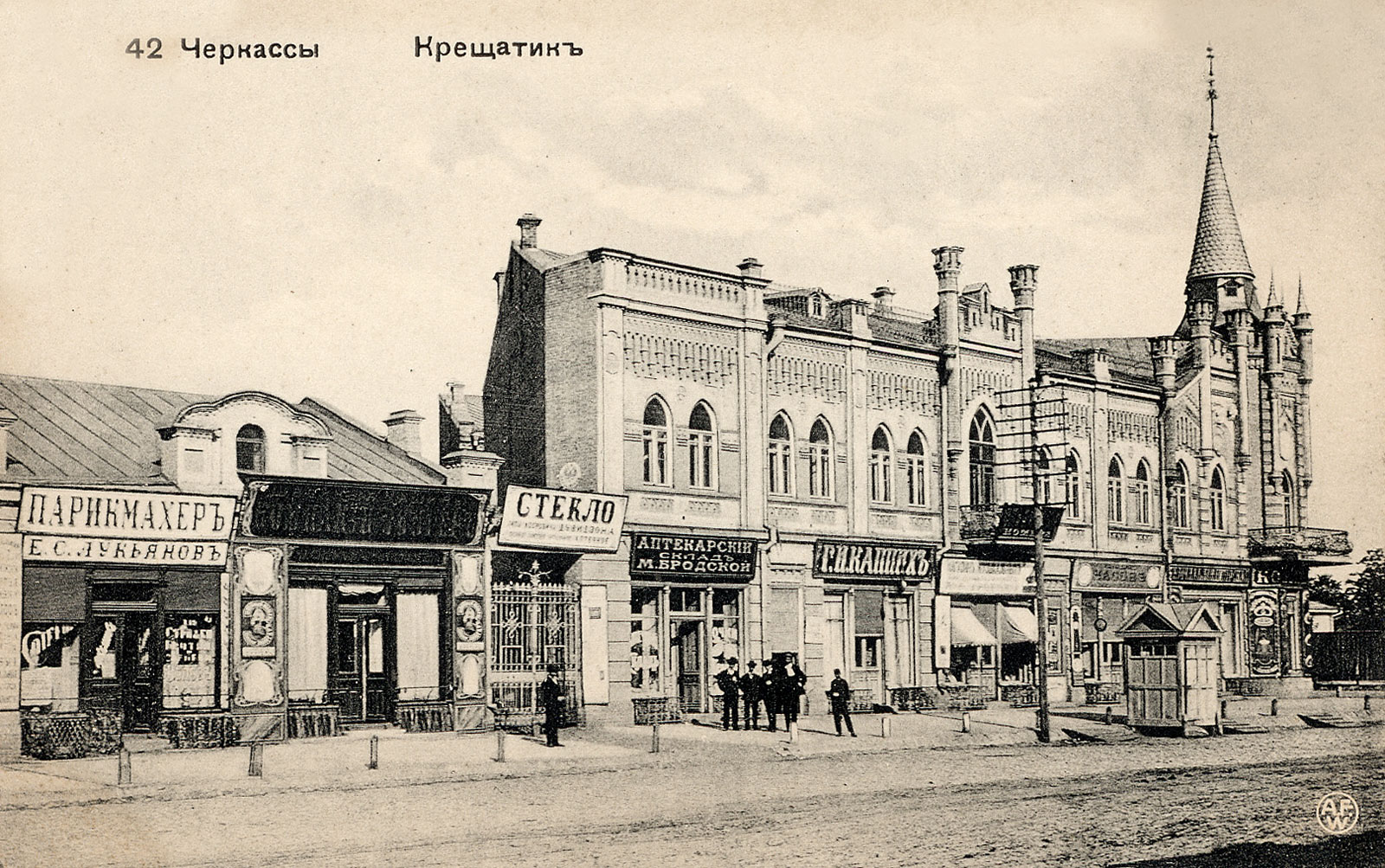
Huvudgatan i Tjerkasy ca 1910

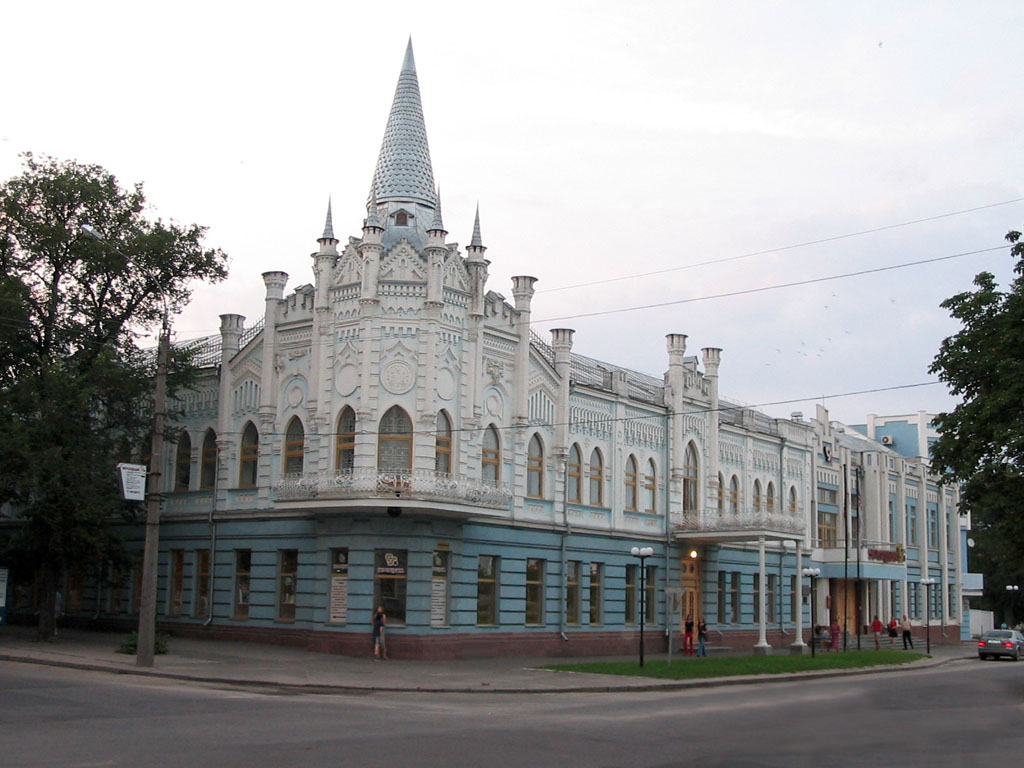
Samma byggnad det fd ”Slavjanskaja Hotel”, nu ”Ukrainian bank” ca 2005

| - I början av 1800-talet var invånaretalet ca 4 000. - 1897 - 29 600 invånare - 1910 - 39 600 invånare - 1926 - 39 500 invånare - 1939 - 51 600 invånare - 1959 - 85 000 invånare - 1970 - 158 000 invånare - 1977 - 229 000 invånare - 1984 - 267 000 invånare - 1991 - 302 000 invånare - 2001 - 295 414 invånare - 2004 - 291 708 invånare - 2005 - 293 000 invånare - 2007 - 290 700 invånare - 2009 - 287 741 invånare - 2011 - 286 000 invånare - 2012 - 286 163 invånare - 2015 - 285 608 invånare - 2016 - 283 356 invånare - 2019 - 282 439 invånare | 1926 folkbokföring: - Ukrainare - 61,9 % - Judar - 27,6 % - Ryssar - 8,6 % 1959 folkbokföring: - Ukrainare - 70 % - Ryssar - 22 % - Judar - 6 % |

## Språk
Trots att ukrainska är Ukrainas enda officiella språk kan större delen av befolkningen i Tjerkasy även ryska. Detta ser man bland annat på att många parabolantenner i Tjerkasy är riktade mot satelliter med ryskspråkiga tv-kanaler.
Många invånare talar så kallad surzjyk en blandform av ukrainska och ryska.

## Transport
Tjerkasy har ett slitet men fungerande nät med 135 trådbussar på 15 linjer. Tillsammans med ett stort antal privat drivna minibusslinjer (marsjrutki) gör de det lätt att ta sig runt i staden på dagtid. Nattetid upphör all kollektivtrafik och man är hänvisad till att åka taxi.
Minibusslinjer och vanliga bussar har täta avgångar till andra orter i Tjerkasy oblast. Det finns även busslinjer med avgångar från terminalen nära kulturpalatset "Druzjba narodov" flera gånger dagligen till Kiev, Charkiv, Poltava, Krementjuk och Dnipropetrovsk.
Staden ligger på järnvägslinjen mellan Moskva och Odessa och hade innan kriget i östra Ukraina dagliga avgångar åt båda hållen. Det finns även järnvägsförbindelser till andra städer i närheten som Smila och Zolotonosja.
Tjerkasy har en flygplats, men den är numera stängd för persontrafik. Närmaste flygplatser är Boryspils internationella flygplats och Kiev Zjuljany flygplatsen i Kiev som har både inrikes- och utrikestrafik.
Tidigare fanns en omfattande persontrafik på floden Dnepr. Den har numera minskat. Hamnterminalen, som under en period var stängd, har nu åter öppnat efter en omfattande renovering. Härifrån utgår bland annat kortare nöjeskryssningar på Dnepr.
Den ökande privatbilismen har på senare år medfört brist på parkeringsplatser samt ett ökande antal olyckstillbud. Vägnätet är slitet och omodernt och det finns inga motorvägar som passerar Tjerkasy. Däremot finns två större landsvägar, N16 Uman - Zolotonosja (nationell väg) och R15 Kaniv - Krementjuk (regional väg) som passerar Tjerkasy. Respekten för trafikregler är allmänt låg.

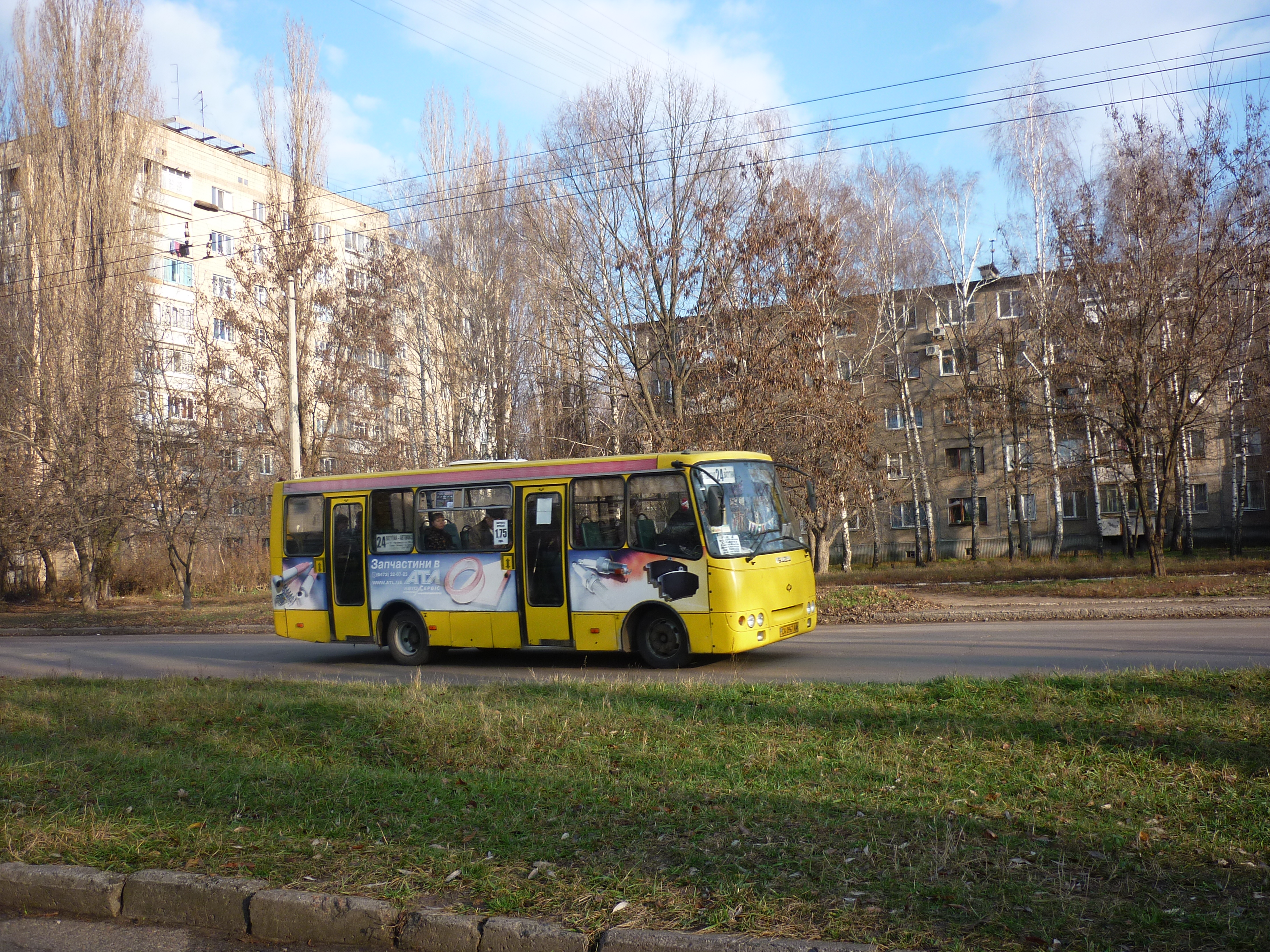
Marsjrutki i Tjerkasy.
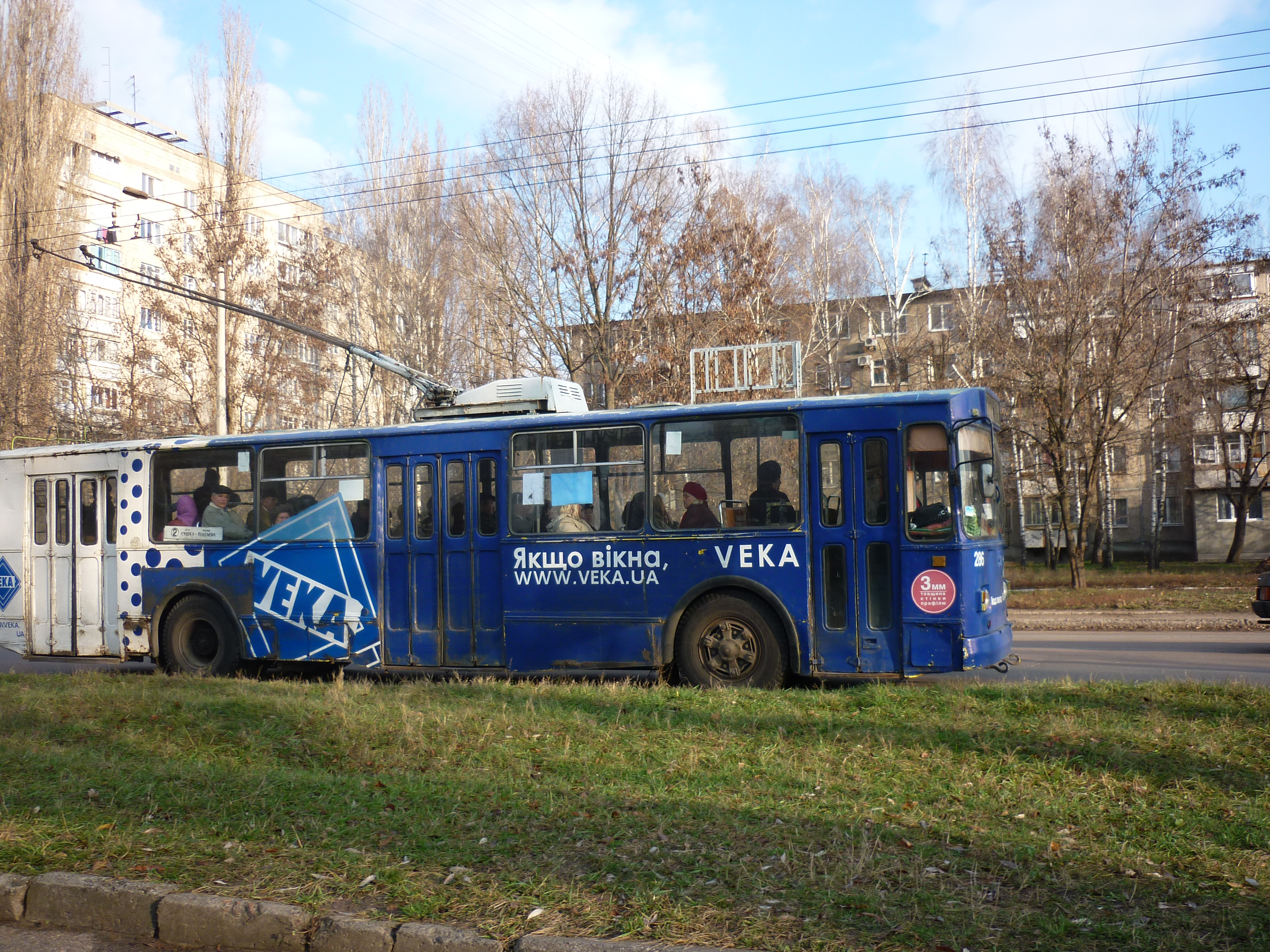
Trådbuss i Tjerkasy.
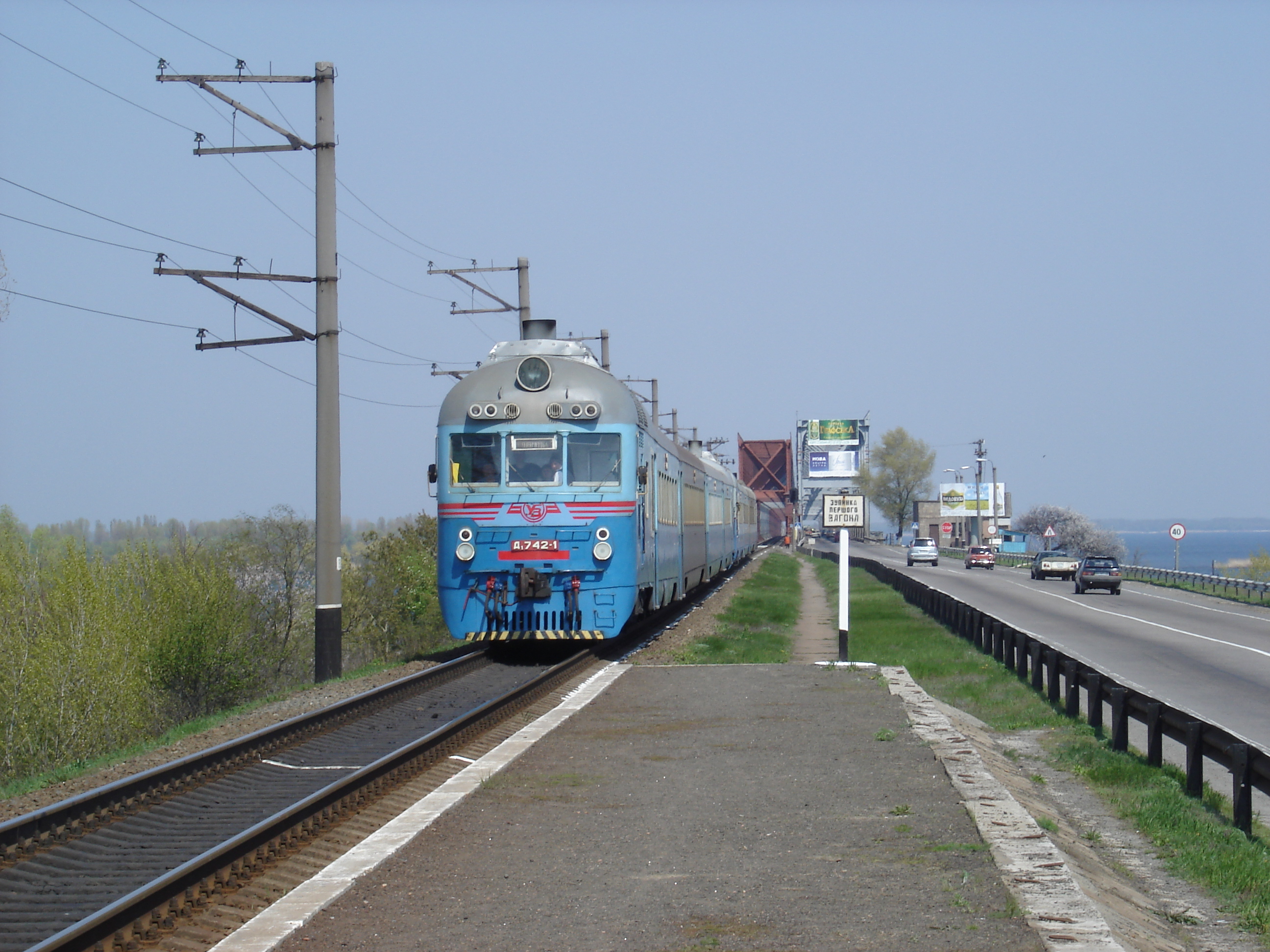
Tåg på väg över Dneprbron
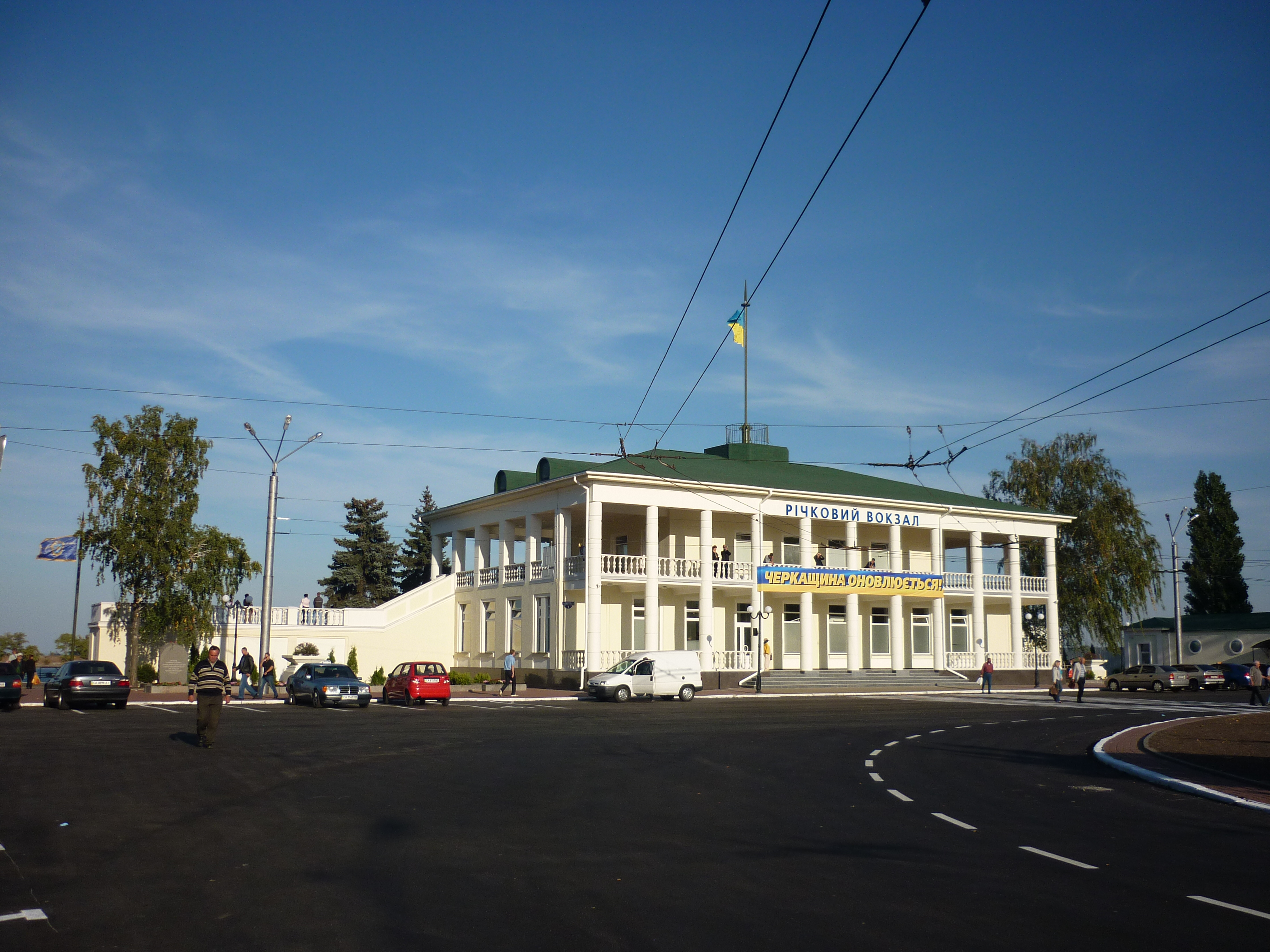
Tjerkasy hamnterminal.

## Utbildningsinstitutioner

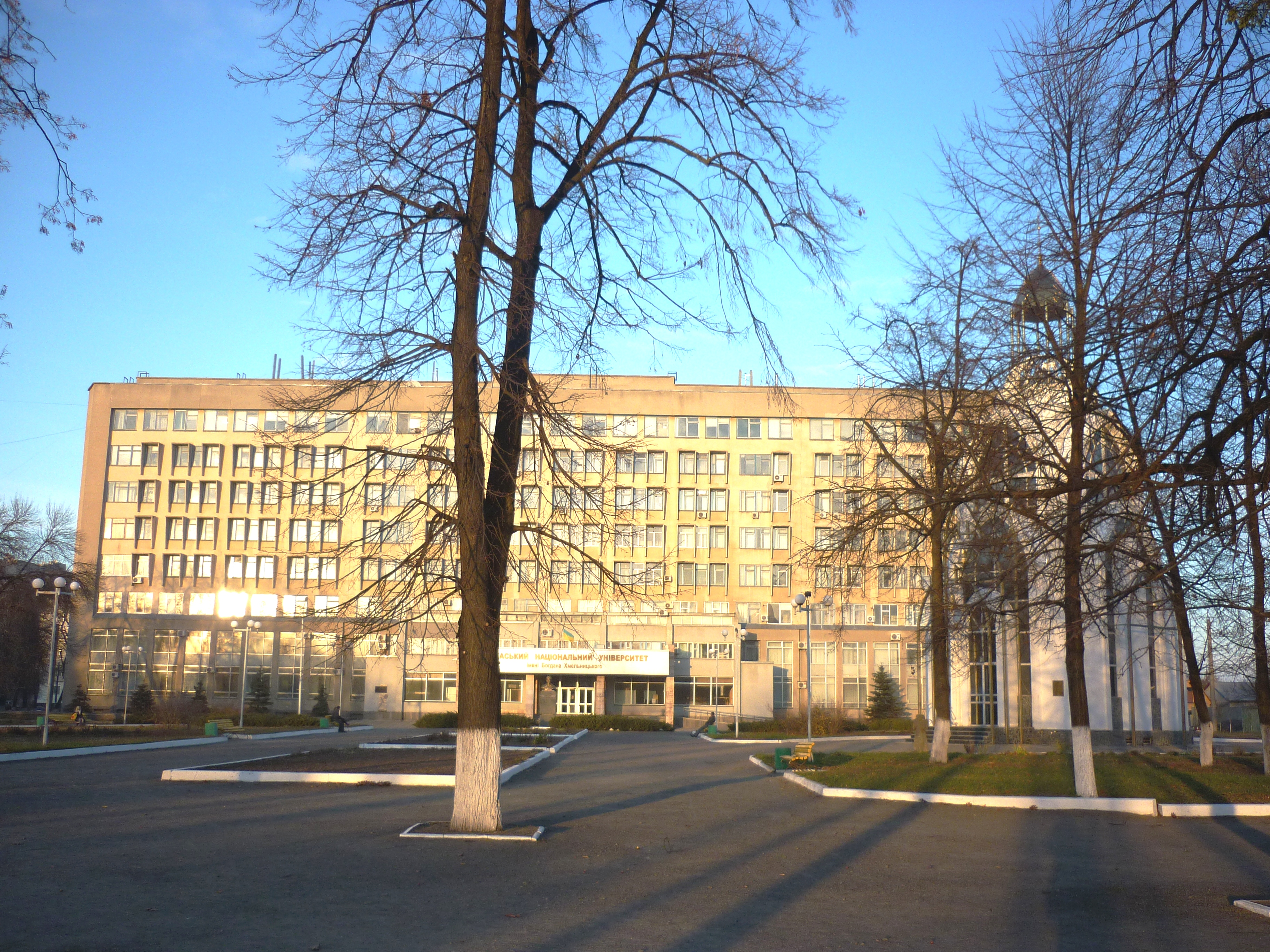
Nationella Bohdan Chmelnytskyj-universitetet i Tjerkasy

I Tjerkasy finns flera högre läroanstalter.
 Universitet 
- Nationella Bohdan Chmelnytskyj-universitetet i Tjerkasy (namngivet efter nationalhjälten Bohdan Chmelnytskyj)
- Nationella teknologiska universitet i Tjerkasy.

Högskolor
- Sjevtjenkos lantbrukshögskola (namngivet efter diktaren Taras Sjevtjenko)
- Tjerkasy nationella handelshögskola
- Tjerkasy polytekniska högskola
- Tjerkasy medicinska högskola
- Tjerkasy institut för förvaltning
- Institutet för socialförvaltning, ekonomi och juridik
- Volhynia-institutet för ekonomi och förvaltning
- Tjerkasy högskola för brandförsvar

## Sport

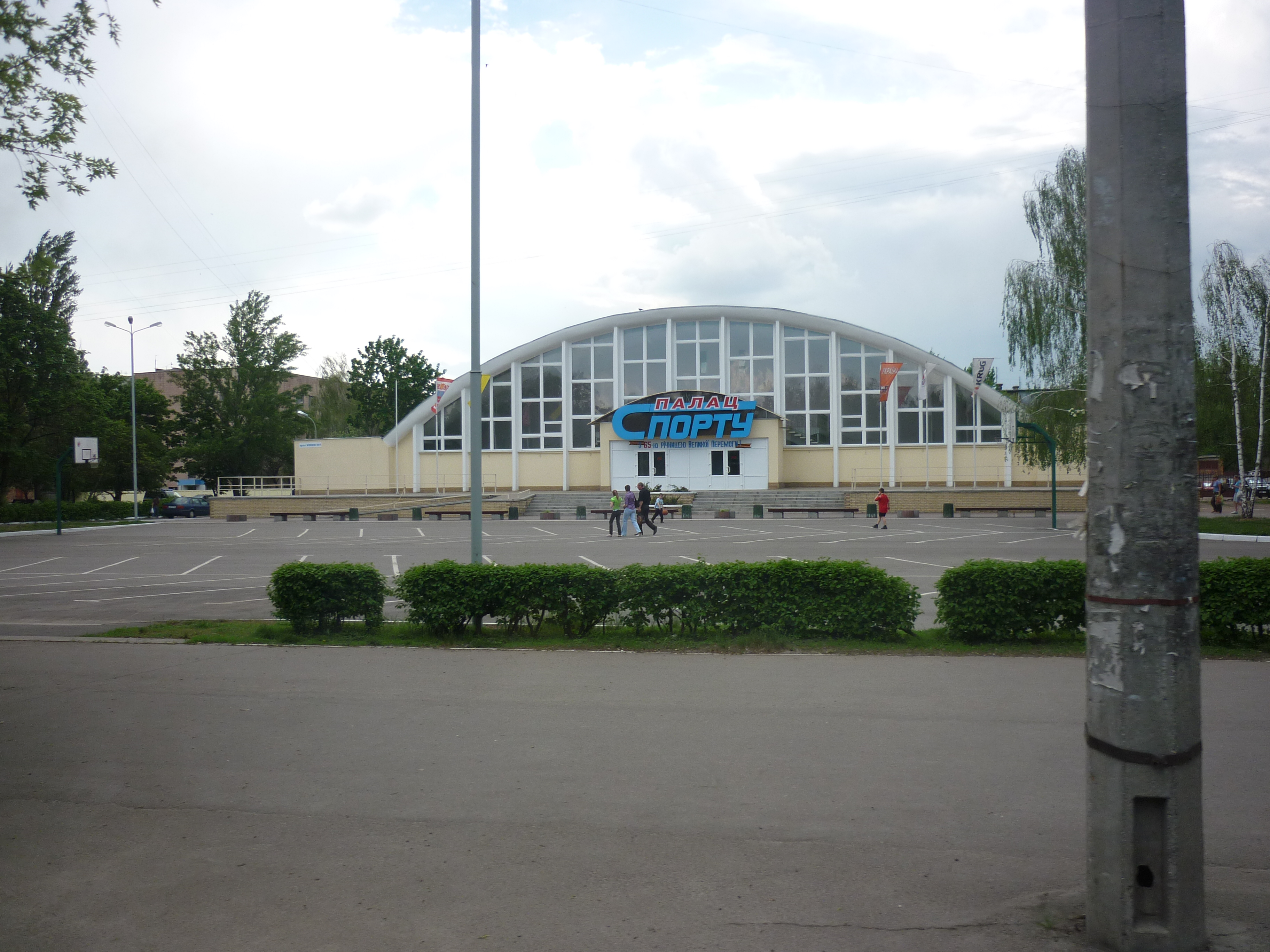
Hemmaplan för alla elitklubbar i basketboll och volleyboll är Sport Palace Budivelnyk.

### Basket
BK Tjerkasy Monkeys (ukrainsk: "БК Черкаські Мавпи / Cherkassy Monkeys) spelar i den ukrainska högstaligan. Laget spelade i Europe Cup Challenge 2006/7. Hemmaplan är Sport Palace Budivelnyk med en publikkapacitet på cirka 1 500. I 2007 NBA Draft, blev Tjerkasy Monkeys center Kyrylo Fesenko vald som nr 38 av Philadelphia 76ers, som överlämnade rättigheterna till Utah Jazz.
- Tjerkasy Monkeys webbplats (ukrainska)(ryska)(engelska)

### Volleyboll
Krug Tjerkasy (nedlagt 2011) och Zlatogor Zolotonosha Tjerkasy (kvinnor) samt Impexagro Sport Tjerkasy (nedlagt 2012) (män) spelade tidigare i högsta ukrainska serien. Säsongen 2008/2009 spelade Krug Tjerkasy  i CEV Europa cupen, Impexagro Sport Tjerkasy  och Zlatogor Zolotonosha Tjerkasy  i Europa Challenge cupen. Hemmaplan för Tjerkasys elitklubbar i volleyball är/var Sport Palace Budivelnyk.
- Zlatogor Zolotonosha Tjerkasy:s webbplats (ryska)

### Fotboll

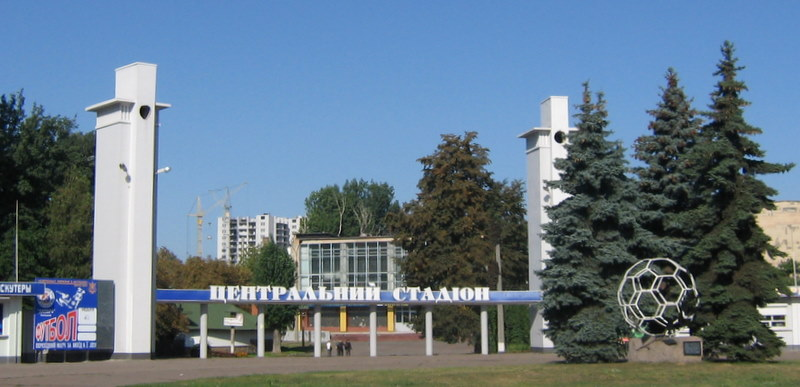
Tjerkasy centralstadion

Stadens elitklubb är FK Tjerkasy Dnipro (ukrainska: ФК Черкаський Дніпро) som spelar i näst högsta ukrainska serien Persha Liha.
Staden hade tidigare en elitklubb, FK Dnipro Tjerkasy (ФК Дніпро Черкаси), men klubben uteslöts ur PFL och klubben avvecklades under andra halvan av säsongen 2008/2009 på grund av att laget lämnade walk over för andra gången. 
Lagens hemmastadion Tjerkasy centralstadion (Черкассы Центральный стадион), byggdes 1957 och kan ta 10 321 åskådare.
Numera är amatörlaget Hodak FC Tjerkasy stadens näst bästa fotbollslag.

### Landhockey
Tjerkasy-SHVSM tidigare "Spartak Tjerkasy" och Lex-navigator-SHVSM(män) spelar i högsta ukrainska landhockeyserien. Lex-navigator-SHVSM vann bronsmedaljer 2007 och 2008.

### Gymnastik
Staden haft har haft flera gymnaster av internationell klass.
- Iryna Krasnjanska blev 2006 världsmästare i bom. Hon deltog i OS 2004 och blev fyra i lagtävlingen.[13]
- Alona Kvasja deltog i OS 2000 och 2004 hon blev fyra i lagtävlingen och sexa i hopp 2004.

### Kanot
Klubbarna Dynamo Tjerkasy och Avangard Tjerkasy hade tidigare en stor träningsanläggning vid Dnepr och har haft flera idrottare av internationell klass. 
- Valentin Demjanenko världsmästare på C1 200 meter och finalist vid OS 2004 i Aten, tävlar sedan 2009 för Azerbajdzjan och deltog vid OS 2012.
- Aleksandr Motuzenko vann OS-silver på C4 1000 meter vid OS 1988 Seoul.
- Andrej Chimitj vann OS-guld på C2 1000 meter vid OS 1964 i Tokyo.

## Arkitektur

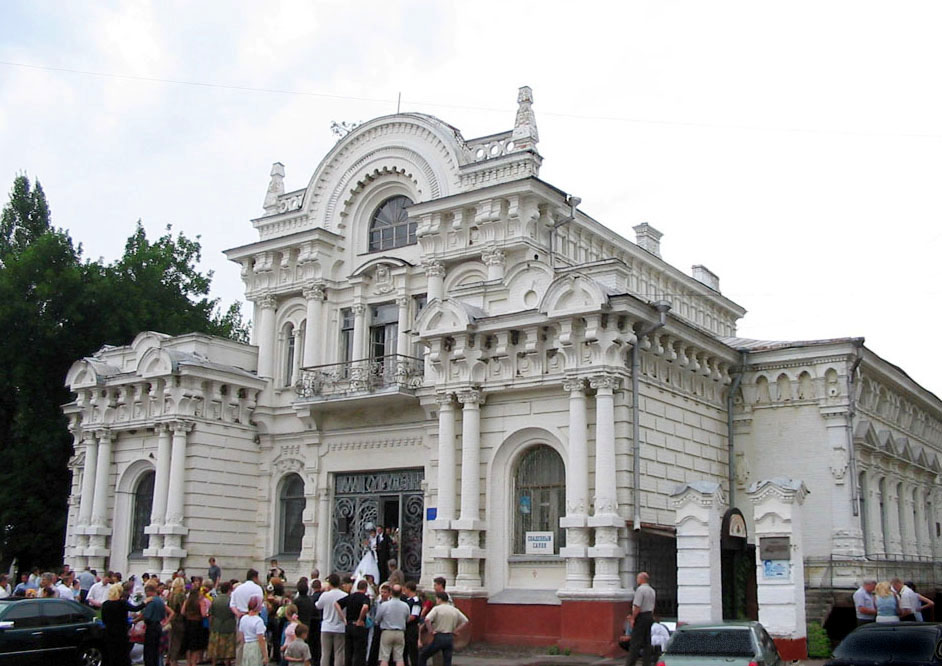
Bröllopspalatset i Scherbinys herrgård

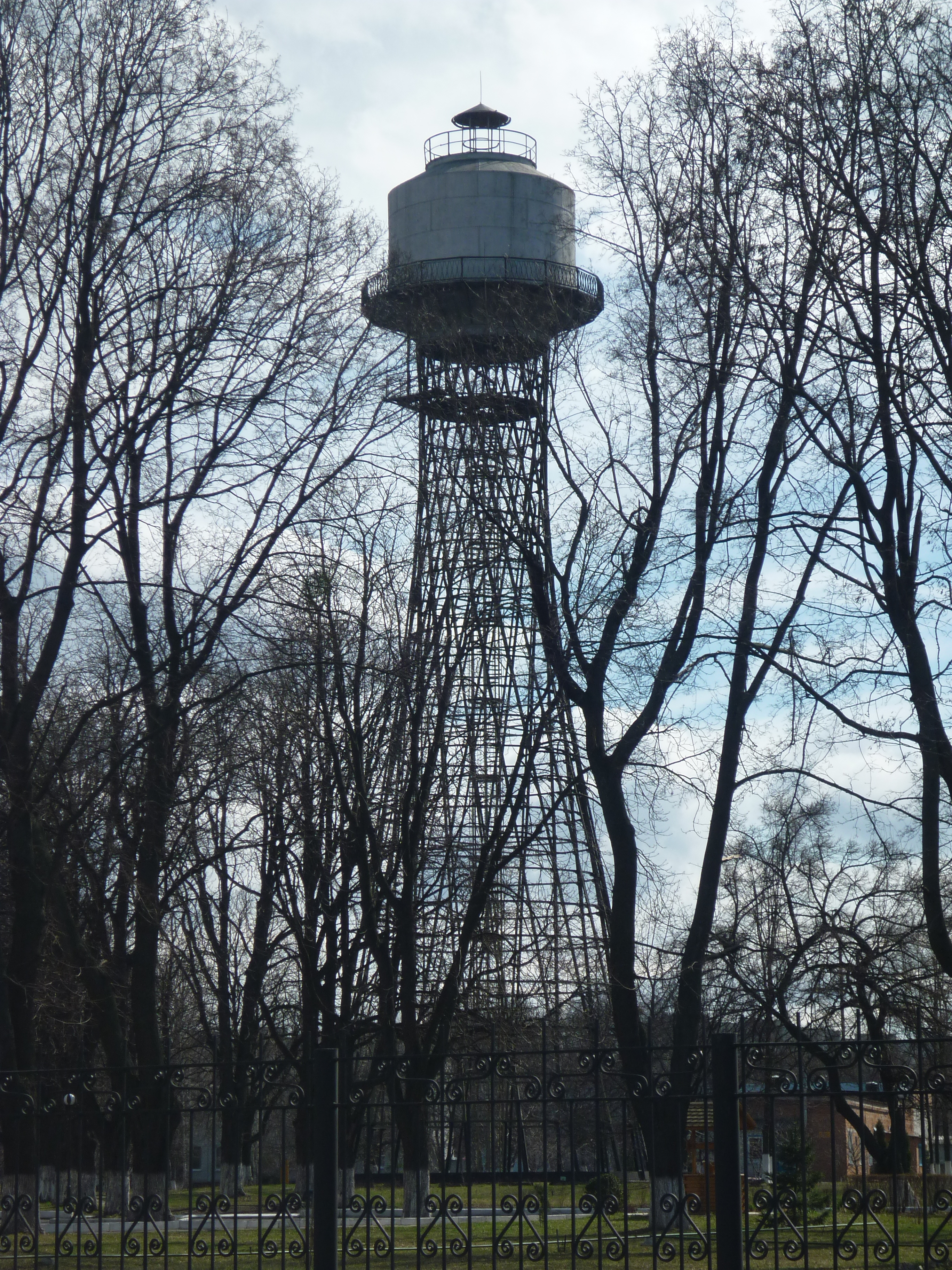
Vattentornet

Staden har förstörts ett flertal gånger och byggts upp på nytt. I dag finns bara några få byggnader från 1800-talet. Dagens stadsplanering utgår från ett rutsystem med breda långa gator. Den övergripande planen utformades 1826 av den skotske arkitekten William Hastie. 

### Scherbinys herrgård
I korsningen mellan Chresjtjatykgatan och Leningatan ligger den föra detta affärsmannen A Scherbinys herrgård. Huset byggdes i jugendstil 1892. Från 1907 till 1912, var byggnaden Zemskajas regeringsbyggnad. Byggnaden hade under sovjettiden flera funktioner. Bland annat var den i början av 1930-talet den statliga ungdomsorganisationen Pionjärernas palats. Sedan 1970 används byggnaden som ”bröllopspalats”.

### Det gamla "Slavjanskaja-hotellet"
I korsningen av Chresjtjatykgatan och O Dasjkevitjagatan finns en byggnad, uppförd i slutet av 1800-talet i neoklassisk stil. Husets fasad är utsmyckad med många dekorativa detaljer, som kupoler och graciösa kolumner. I huset låg tidigare hotellet "Slavjanskaja". I januari 1919 blev byggnaden de röd styrkornas lokala högkvarter.  Efter oktoberrevolutionen och fram till mitten av 1970-talet låg hotellet "Dnepr" här, därefter övertogs byggnaden av olika myndigheter. I dag är byggnaden nyrenoverad och inrymmer "Ukrsotsbank".

### Vattentornet
I staden finns en unik byggnad, nämligen det 34 meter höga hyperboloida vattentornet byggd 1914. Det är en av världens första hyperboloida konstruktioner. Tornet ritades av ingenjören och vetenskapsman Vladimir Sjuchov. Då det byggdes fanns det endast några få liknande konstruktioner i världen. Det mest kända är Sjuchovtornet i Moskva. Hyperboloidtekniken har senare använts av bland andra de kända arkitekterna: Gaudi, Le Corbusier och Oscar Niemeyer.

## Kultur, underhållning och sevärdheter

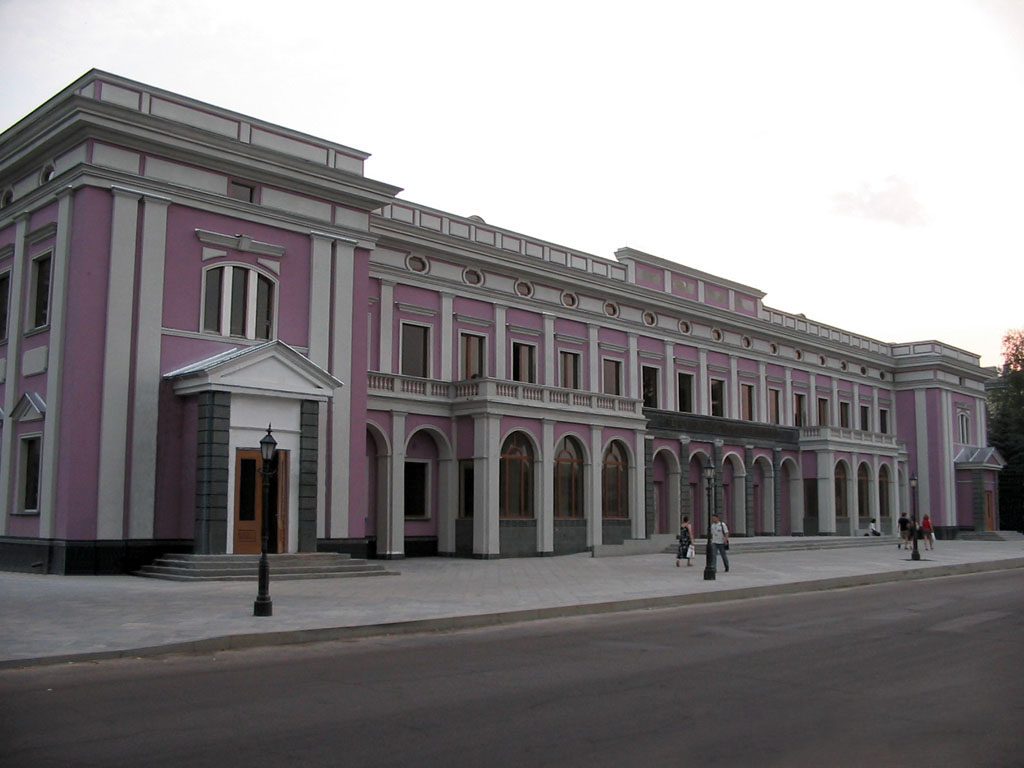
Tjerkasys filharmoniska orkesters konsertsal

### Teatrar och konsertsalar
- På Sjevtjenko musik- och dramateater spelas skådespel av bland annat den lokala författaren Taras Sjevtjenko. Här håller man också den årliga teaterfestivalen. Teatern ligger passande nog på Sjevtjenko-boulevarden. Här håller man också den årliga jazzfestivalen. (Förstördes vid en brann i juni 2015.  Föreställningarna genomförs istället på en scen i Zeresky’s nedlagda tobaksfabrik)
- Kulturpalatset "Druzjba narodov" är Tjerkasy konsertsal som besöks av många av de största ukrainska och ryska artisterna på sina turnéer. Den ligger på Sjevtjenko-boulevarden.
- Tjerkasy filharmoni och kammarorkester har en egen nyrenoverad konsertsal i centrala Tjerkasy.

### Museer
- Tjerkasy lokalhistoriska museum
- Tjerkasys historiska museum
- Sjevtjenko museum finns i Tjerkasys äldsta byggnad från 1852. I detta hus bodde Taras Sjevtjenko under sina besök i staden.
- Tjerkasy konstmuseum

### Monument
- Leninstatyn var en 15 meter hög staty av sovjetledaren Vladimir Lenin (1870-1924) av skulptören K A Kuznetsov från 1969. Efter flera års diskussioner för och emot beslutade de lokala myndigheterna att ta bort statyn, vilket verkställts natten till 29 november 2008.[14]
- Bohdan Chmelnytskyj-monumentet är ett stort monument till minne om nationalhjälten Bohdan Chmelnytskyj på Sjevtjenko-boulevarden.
- Ivan Pidkova-monumentet till minne om den kosackiska hetmanen Ivan Pidkova.
- Sjevtjenko-monumentet framför Sjevtjenko musik- och dramateater av skulptörerna M K Vronskyj och A P Olejnik från 1964.
- Ärans berg; ett stort krigsmonument, med en evig låga, till minne av de människor som dog under det Stora fosterländska kriget. Monumentet byggdes 1975 där Tjerkasyborgen tidigare låg.
- Afghanistan-monumentet till minne av de 98 av Tjerkasy-regionens 3453 soldater som dog i Afghanistankriget (1979–1989). Det är tradition att nygifta par lägger blommor vid monumentet.

### Religiösa byggnader
- Sankt Michaelskatedralen är en rysk ortodox kyrka i bysantinsk stil, som byggdes så sent som 1994. Katedralen är 58 meter lång, 53 meter bred och 74 meter hög, vilket gör den till den största kyrkan i Ukraina. Den har en kapacitet på 12 000 stående besökare.[15] (Bild)
- Sankt Mykola kyrkan
- Neo-buddhistiska templet "Vita lotus".

### TV
Det finns fem lokala TV-stationer i Tjerkasy: Antenna-Plus, Vikka, Ros 
, Media-Center och Expo-TV.

### Inomhusköpcentrum
- Lubava på Sjevtjenko-boulevarden
- Chresjtjatik-Citi
- Dnepro Plaza
- Plazma på Sjevtjenko-boulevarden
- Depot på Sjevtjenko-boulevarden

### Övrigt
- Tjerkasy zoopark; ett mindre zoo på 4 hektar byggd 1979. Har ca 480 arter. Tjerkasy zoopark finns ca 4 km från centrum. I Parken till minne av 30-årsjubileet for segern i Stora fosterländska kriget intill zooet finns ett minitivoli för små barn. På området finns en av stadens cirkusplatser där kringresande cirkusar håller sina föreställningar.
- Cirkus; Tjerkasy har ingen egen cirkus men besöks ofta av omkringresande cirkusar. Cirkusplatser finns bland annat intill Tjerkasy centralstadion, i Kemiparken och i strandpromenad-området vid Hamnterminalen.
- Parken till minne av 50-årsjubileet for Oktoberrevolutionen. Tjerkasys stora gröna oas. I parken finns ett minitivoli för små barn. Parken ligger i den nordvästra ändan av Sjevtjenko-boulevarden.
- Tjerkasys planetarium.

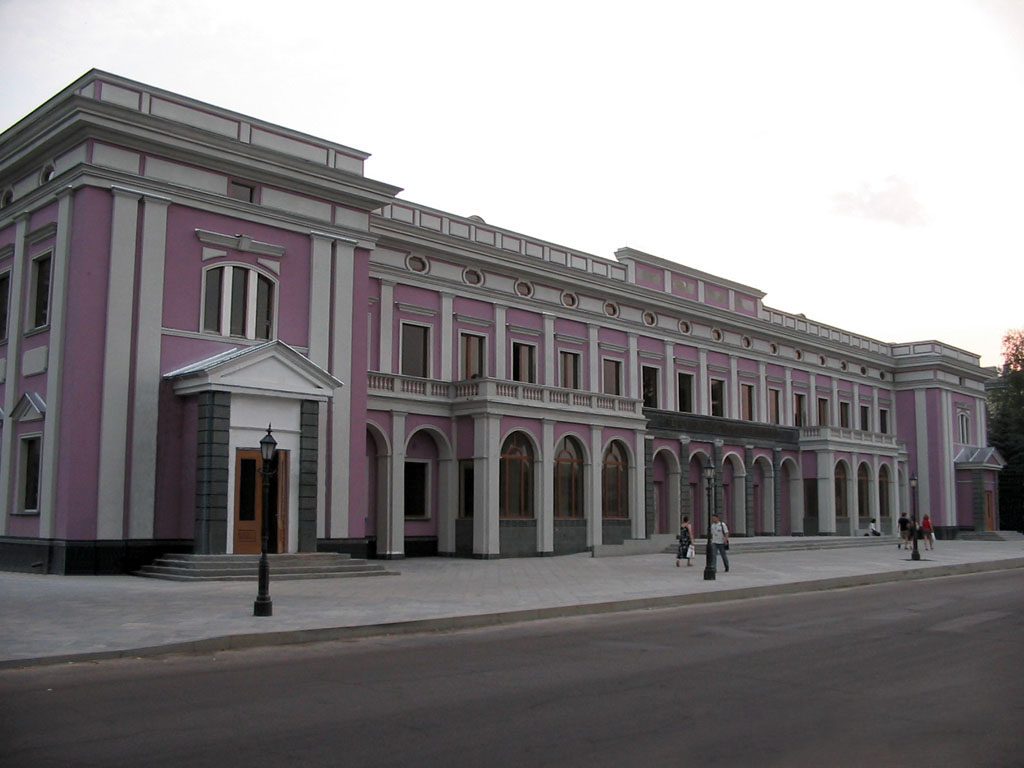
Tjerkasy filharmoni och kammarorkester
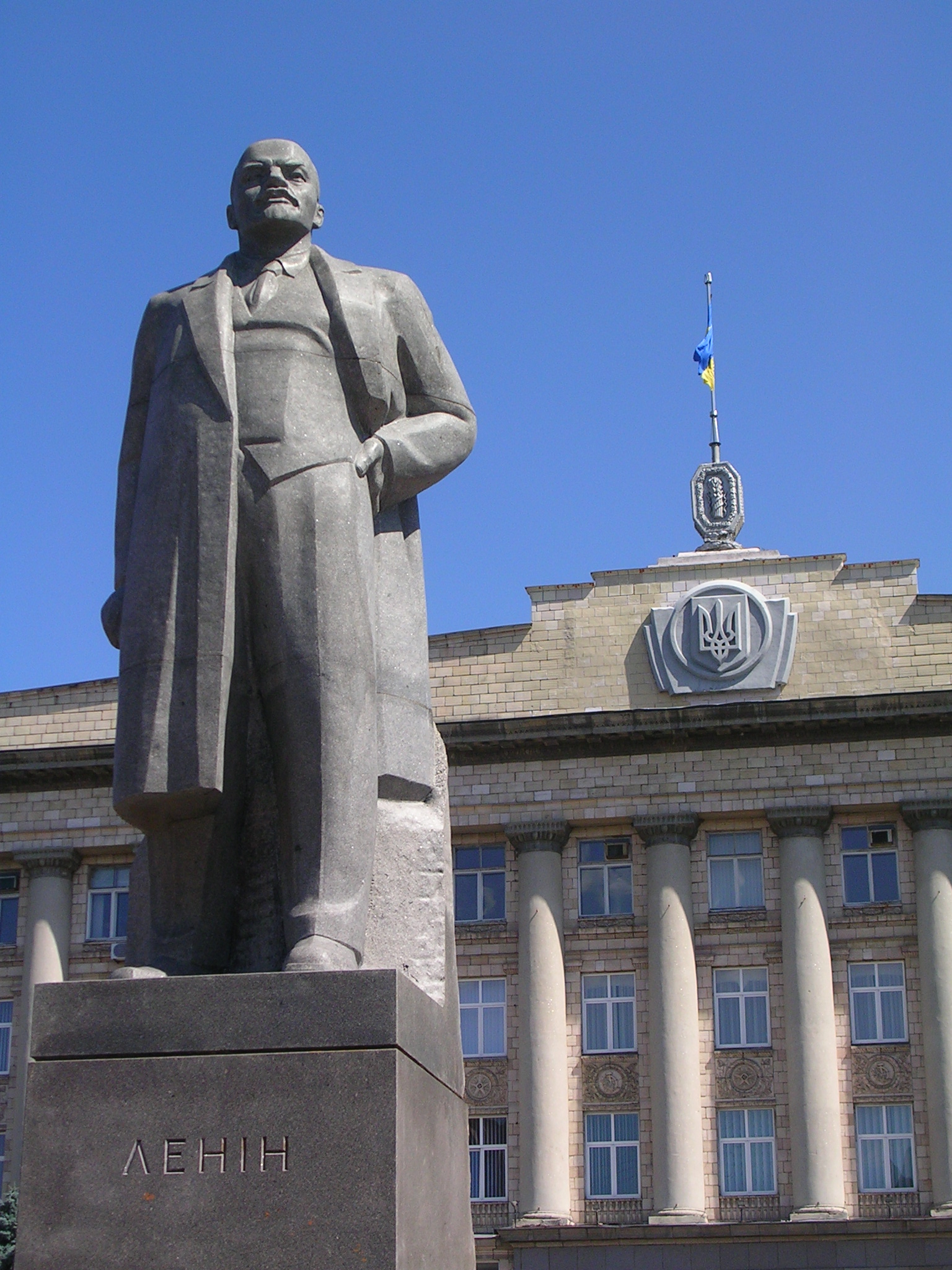
Den numera borttagna Leninstatyn i centrala Tjerkasy.
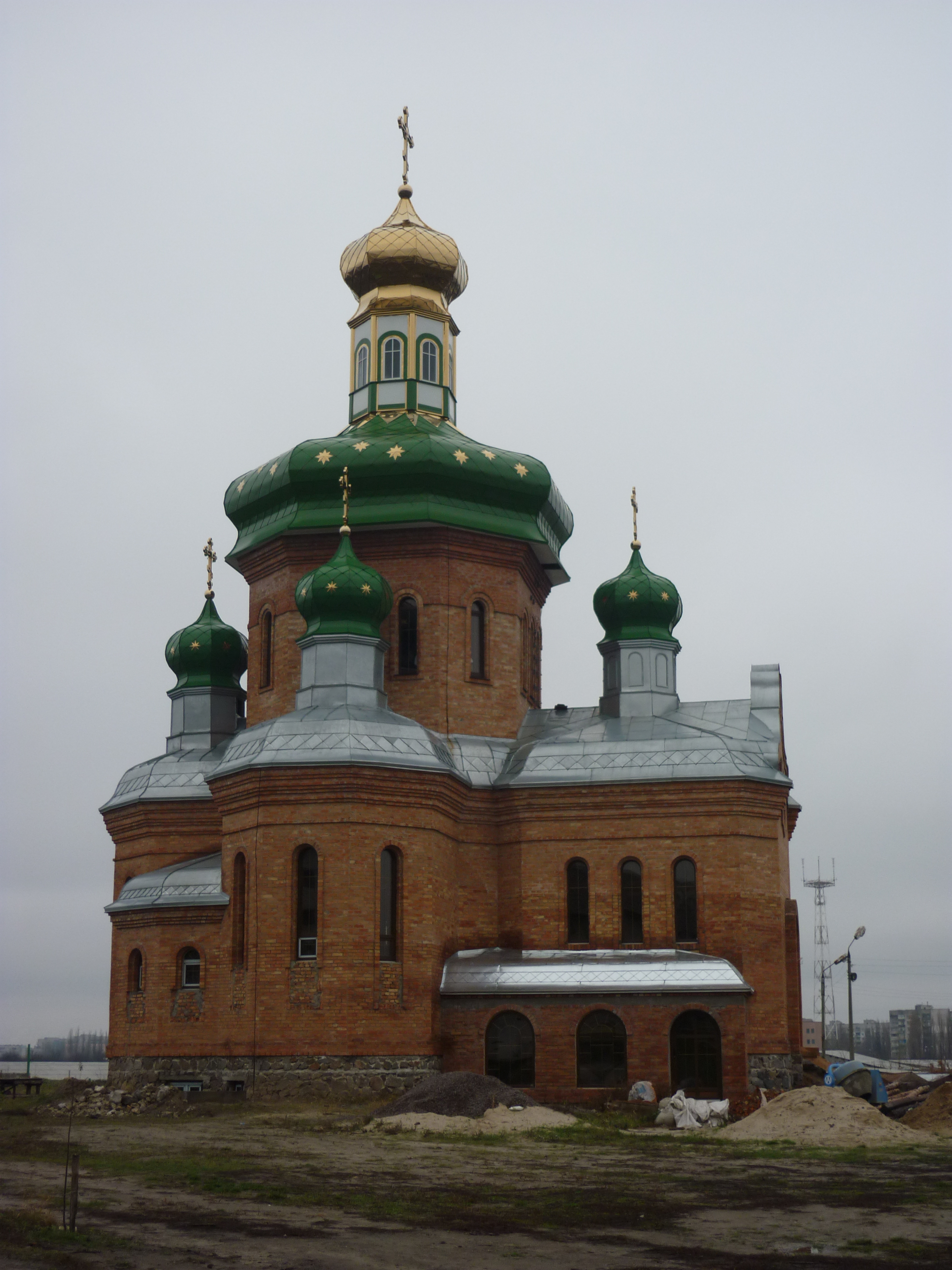
Kyrkan Sankt Mykola
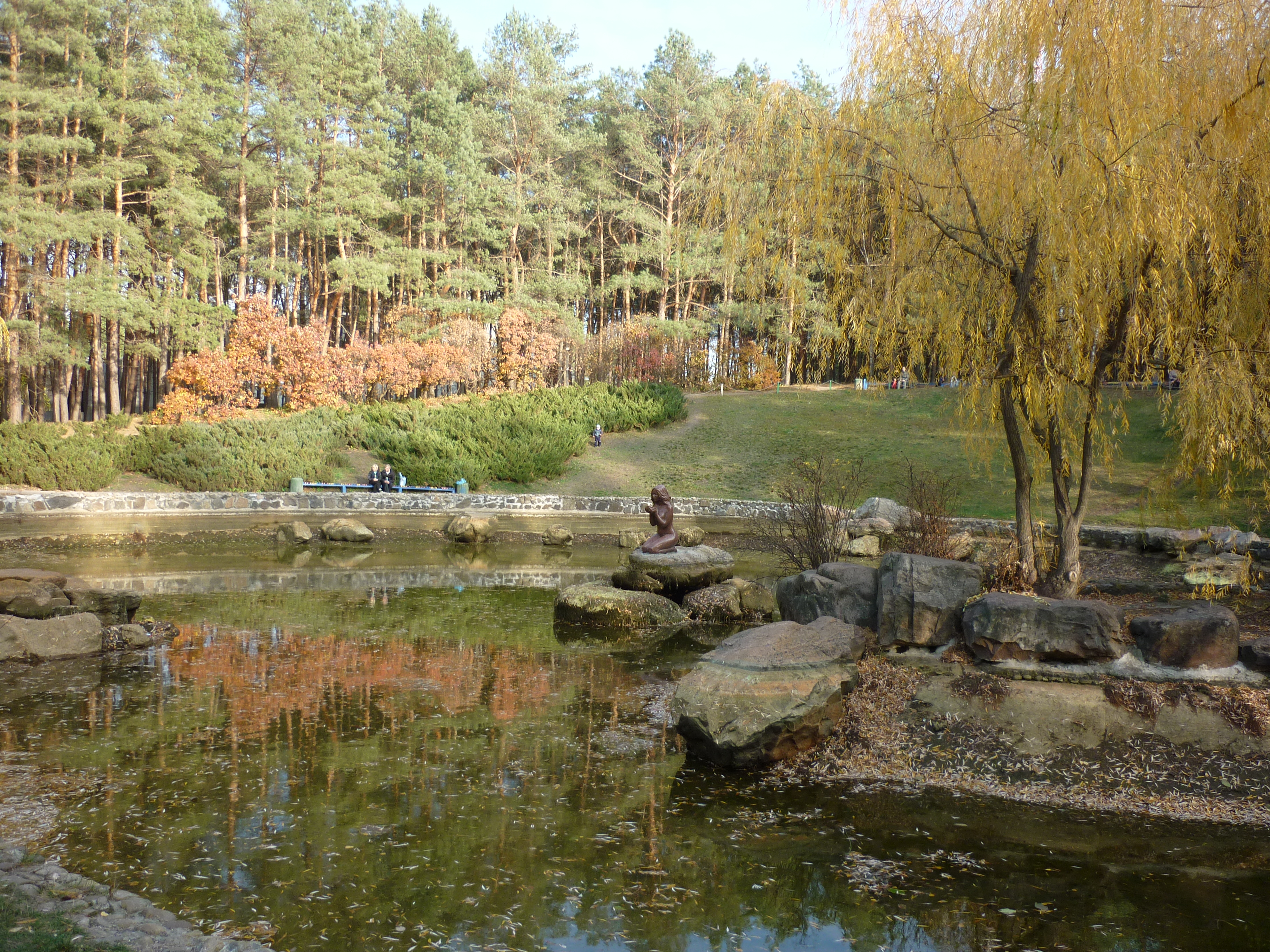
Parken till minne av 50-årsjubileet for Oktoberrevolutionen.
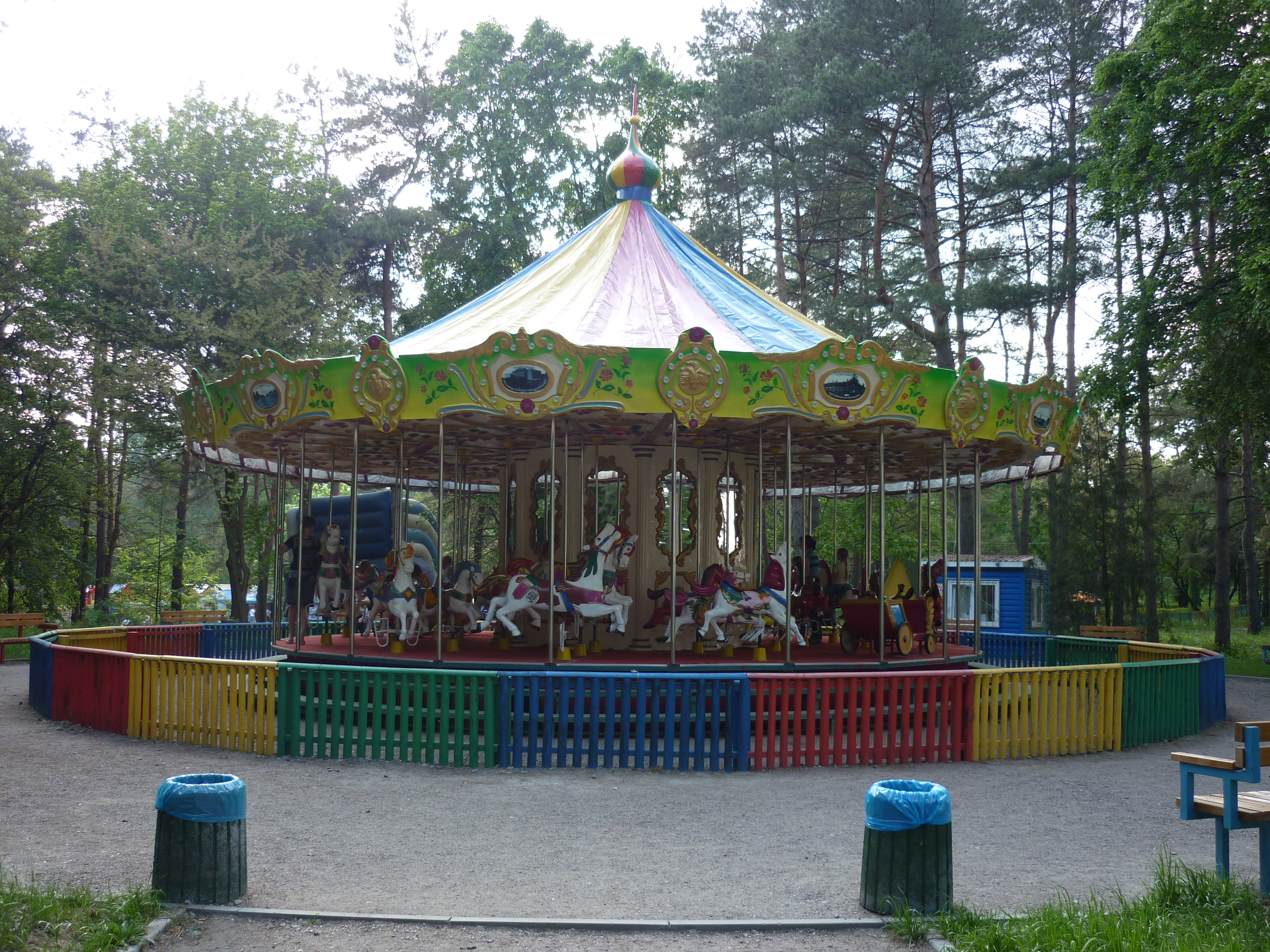
Parken till minne av 50-årsjubileet for Oktoberrevolutionen.
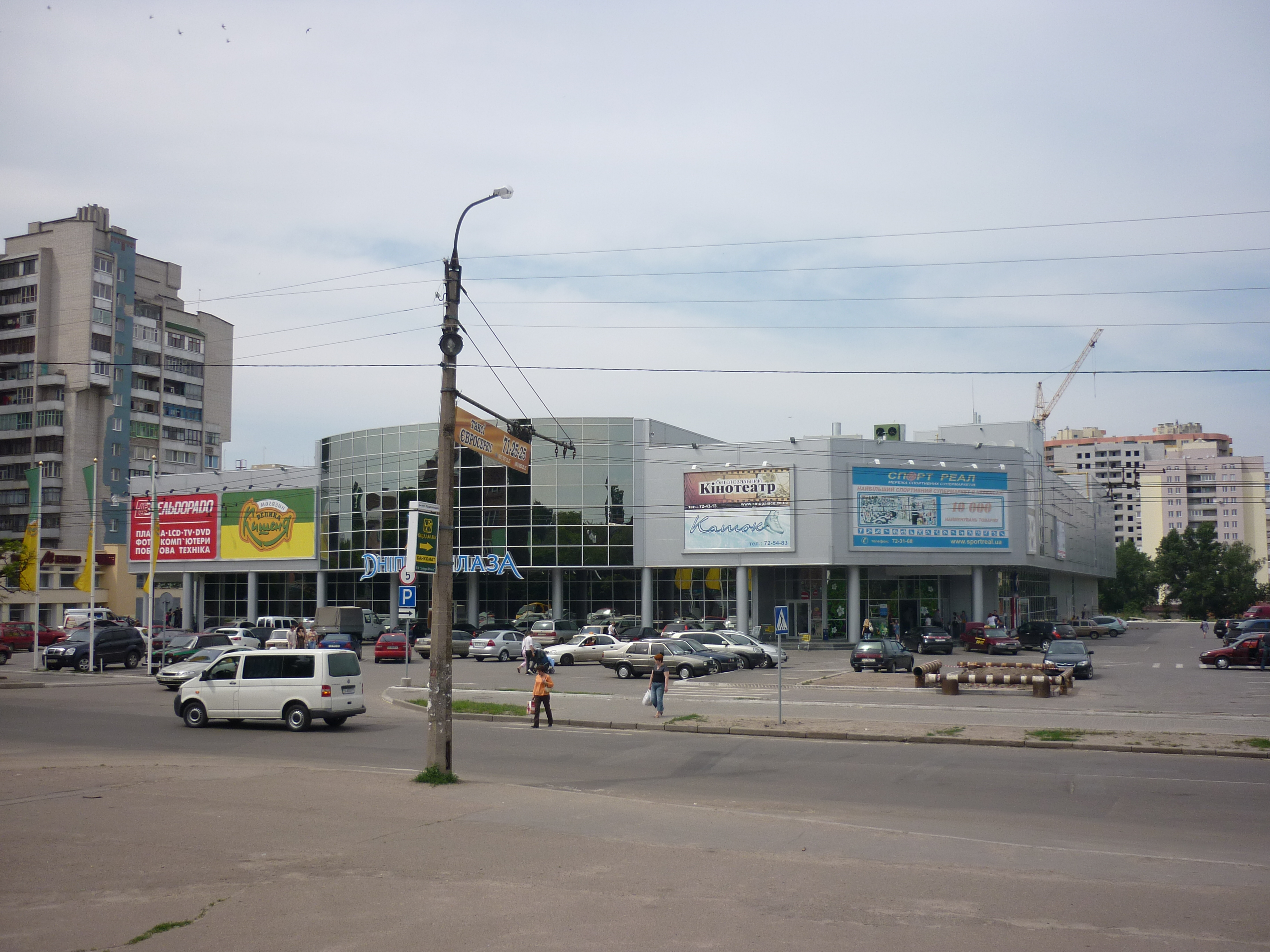
Inomhusköpcentrum Dnepro Plaza
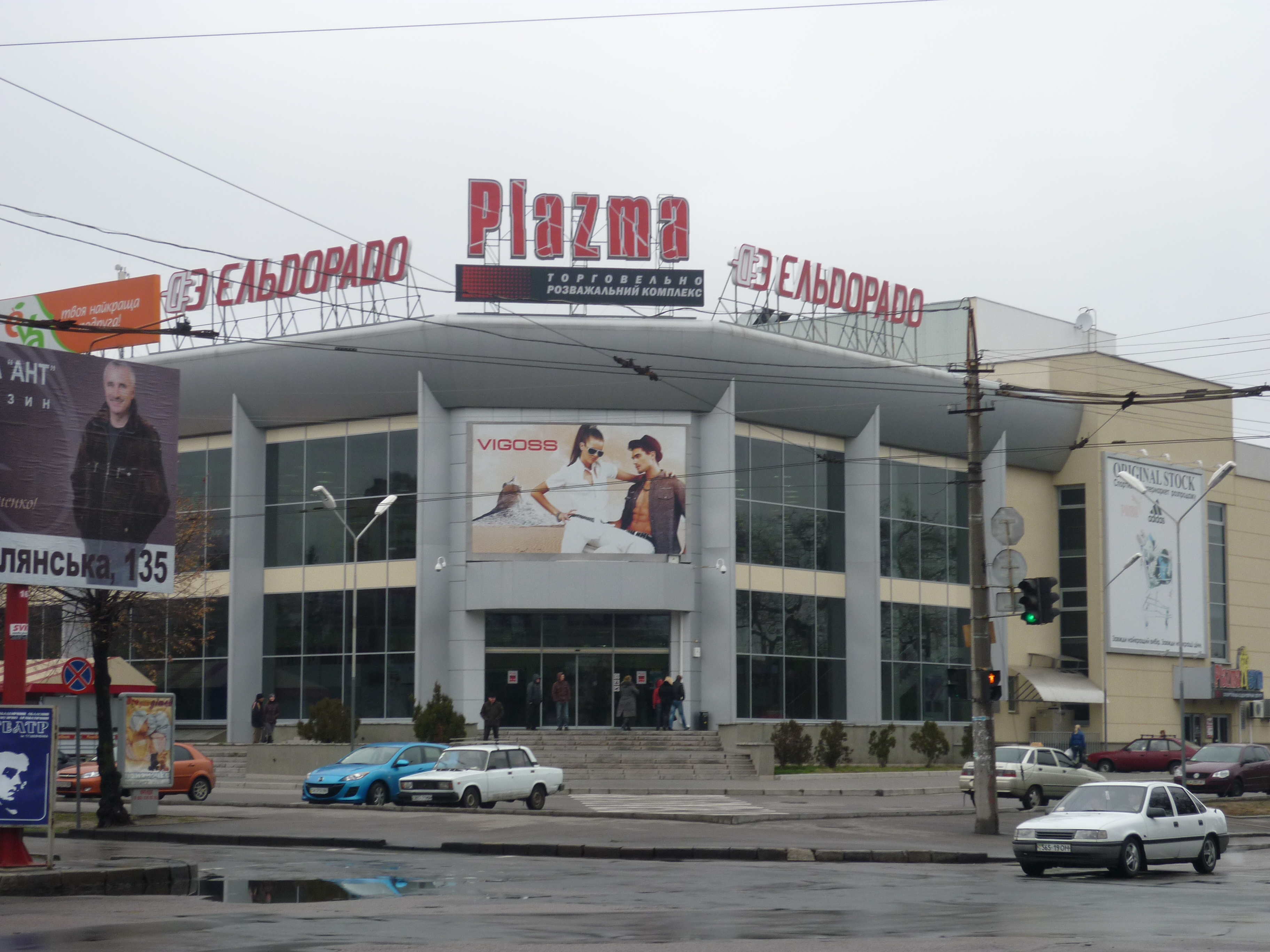
Inomhusköpcentrum Plazma
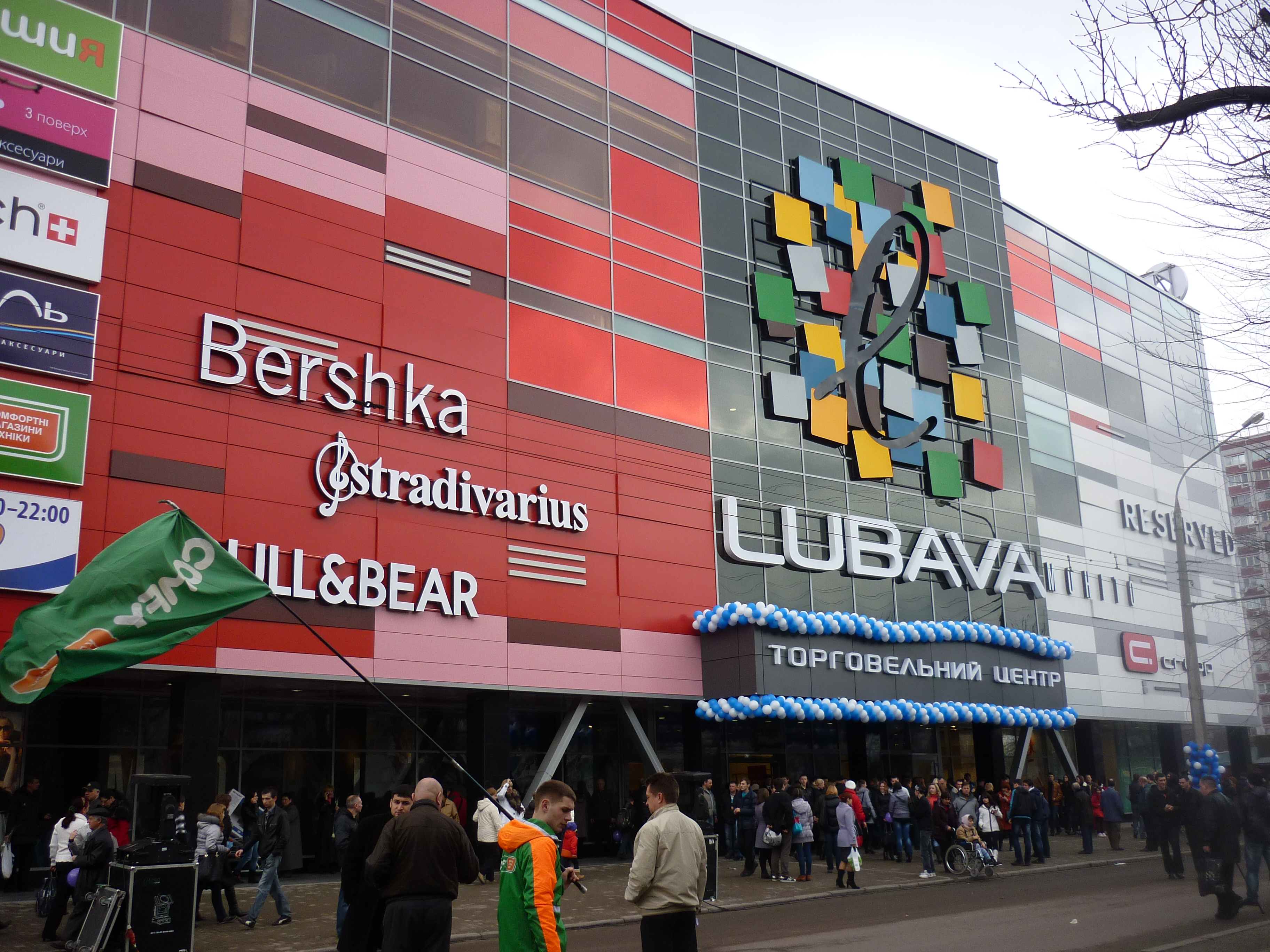
Inomhusköpcentrum Lubava
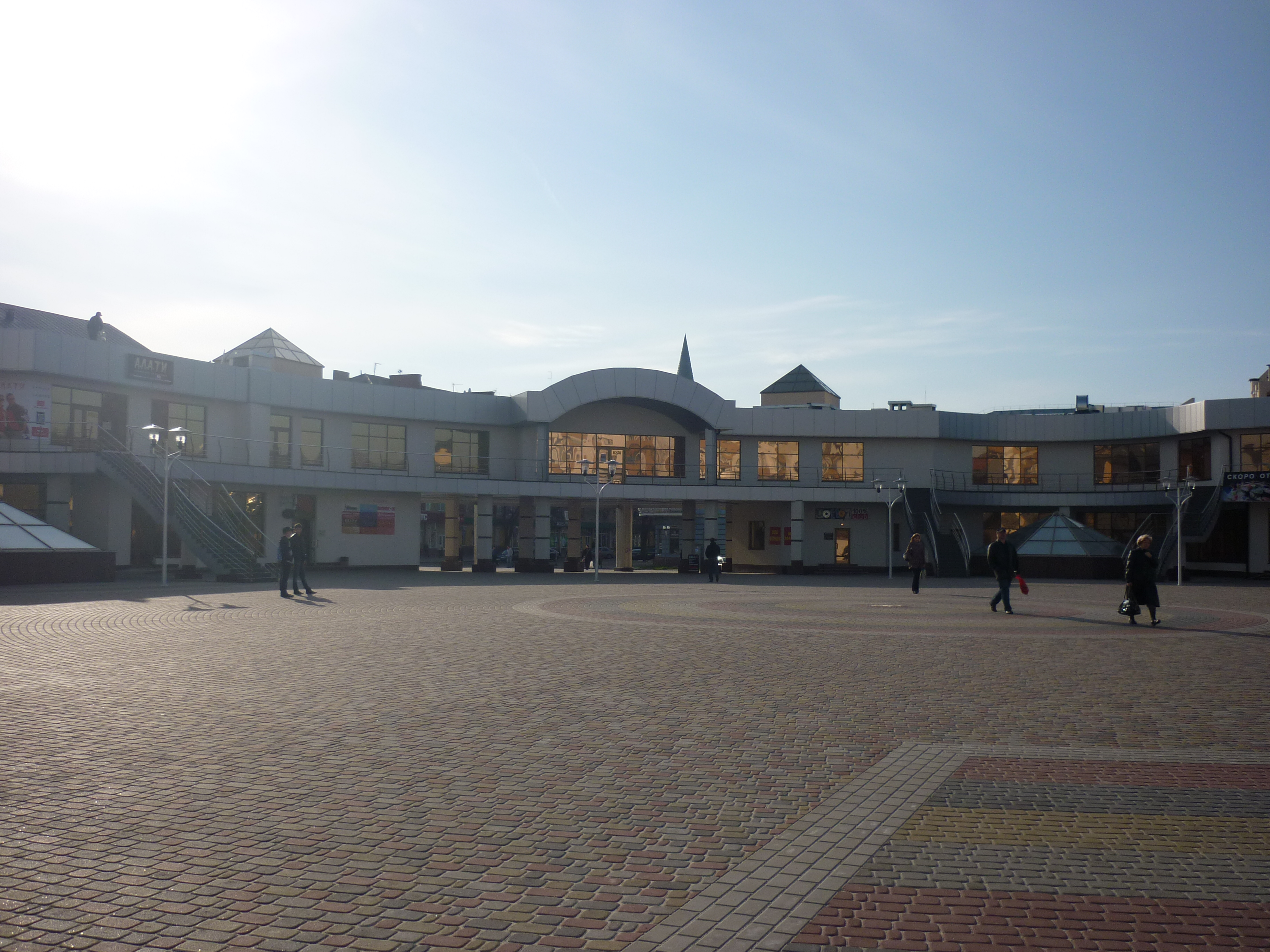
Chresjtjatik-Citi

## Kända kulturpersoner från Tjerkasy
- Maria Zankovetskaja, skådespelare
- Yurij Illenko filmregissör (1936–)
- Ivan Karpenko-Karyj (Ivan Karpovitj Tobilevitj) (1845–1907) författare
- Pavlo Tytjyna (1891–1967) författare
- Les Gomin författare
- Vasil Symonenko (1935–1963) författare
- Konstantin Paustovskij (1892–1968) författare
- Louis Golding (1895–1958) brittisk författare, föräldrarna var rysk-judiska immigranter från Tjerkasy.
- Aleksandr Sjepenkov (1962–) konstnär
- Artem Ivanov (1986–) popmusiker i den ryska gruppen Yin Yang.

## Vänorter
Tjerkasy har/har haft nio vänorter:
- Bydgoszcz, Polen
- Santa Rosa, Kalifornien, USA
- Sumqayıt, Azerbajdzjan
- Perm, Ryssland
- Sombor, Serbien
- Sátoraljaújhely, Ungern
- Chrudim, Tjeckien
- Tiraspol, Transnistrien / Moldavien
- Jilin, Kina